# St-Pierre-St-Paul (Montceaux-l’Étoile)
Die kleine Pfarrkirche Saints Pierre et Paul steht inmitten der ostfranzösischen Gemeinde Montceaux-l’Étoile im Département Saone-et-Loire in der Région Burgund, gut vier Kilometer östlich des Oberlaufs der Loire. Die bescheidene Landkirche ist den Heiligen Petrus und Paulus geweiht. Sie besteht aus einem tonnengewölbten Langhaussaal, einem turmüberhöhten Vorjoch mit Chorturm, einer halbrunden Chorapsis und einer später angebauten Grabkapelle und Sakristei. Ihre kunsthistorische Bedeutung gründet sich fast ausschließlich auf den reichen skulpturalen Schmuck ihres Stufenportals. Das Kirchenbauwerk ist bereits seit 1893 als Monument historique anerkannt.

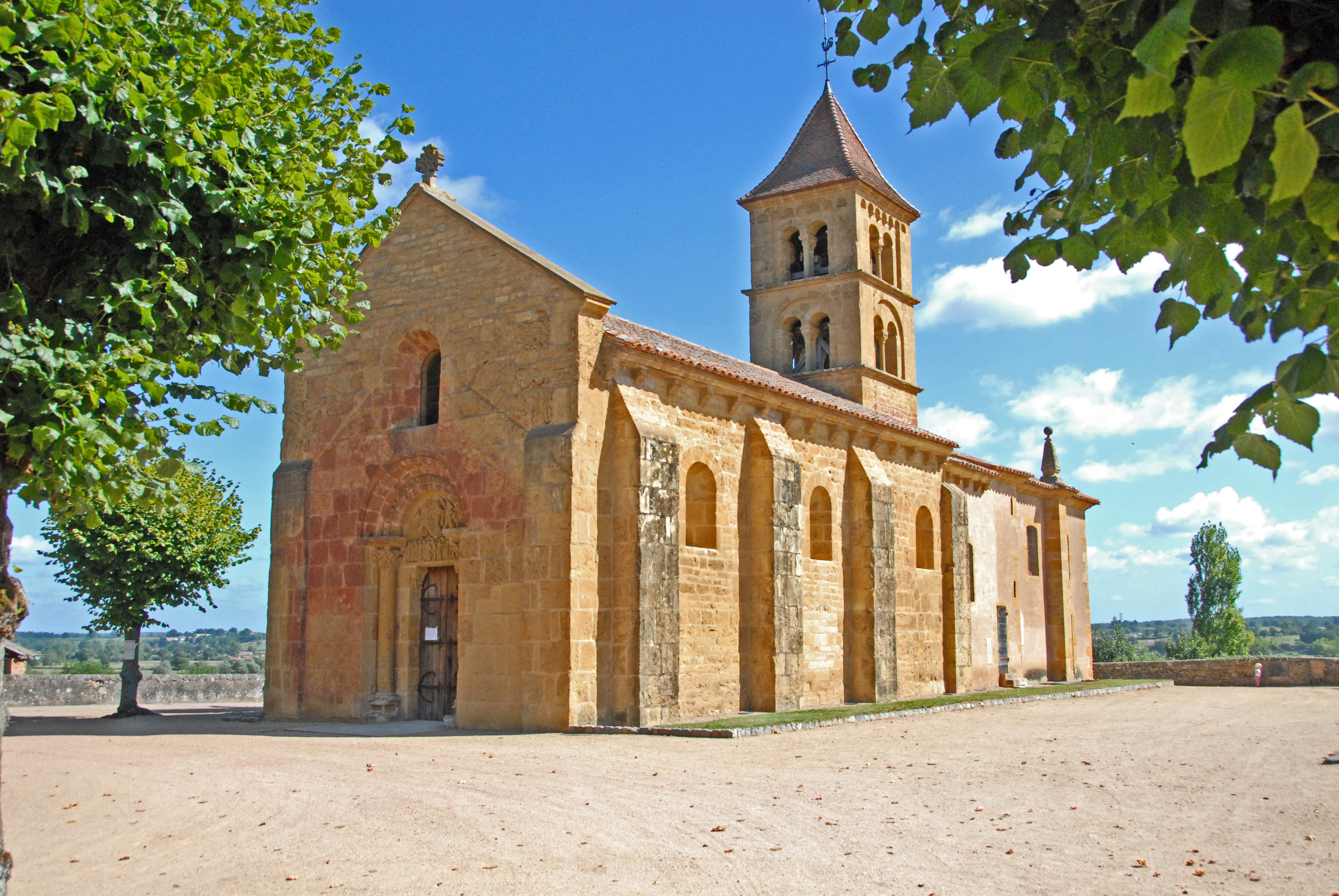
Sts-Pierre et Paul de Montceaux-l’Étoile, von Südwest

## Geschichtliches
Der Name Montceaux bezeichnete im Altfranzösischen einen kleinen Berg und leitet sich vom lateinischen „monticullum“ her. Den Beinamen „l’Etoile“ erhielt der Ort im 17. Jahrhundert anlässlich der Vereinigung durch Heirat des Adelshauses Fougères, Besitzer der Herrschaft „l’Etoile“ in Ligny-en-Brionnais, mit dem von Saint-Georges in Montceaux. Im Mittelalter wurde der Gottesdienst in der Kirche von Montceaux, die der Pfarrei von Versaugues angegliedert war, durch Mönche des Priorats von Anzy-le-Duc versehen. Erst 1669 wurde die Pfarrei eigenständig, blieb aber dem Prior von Anzy-le-Duc unterstellt, der Herr der Kirche war, die Herrschaftsrechte über die Pfarrei aber mit dem Grundherrn (seigneur) des Ortes teilen musste.
Die äußerst geringen Auskünfte über die Kirche in den bekannten Quellen beschränken sich lediglich auf die Datierung des Bauwerks. Die Errichtung der Kirche fällt in die Zeit der Hochromanik, und zwar um 1130 bis 1140. Deren Apsis wurde im Jahr 1777 aufgebrochen, um sie durch eine Grabkapelle für den Herrn des Ortes, Abel de Vichy und seine Gattin, Claudine de Saint-Georges, zu verlängern. Die Sakristei ist ebenfalls ein späterer Anbau. Das Tonnengewölbe über dem Langhaus wurde im 19. Jahrhundert erneuert.

## Bauwerk
Abmessungen

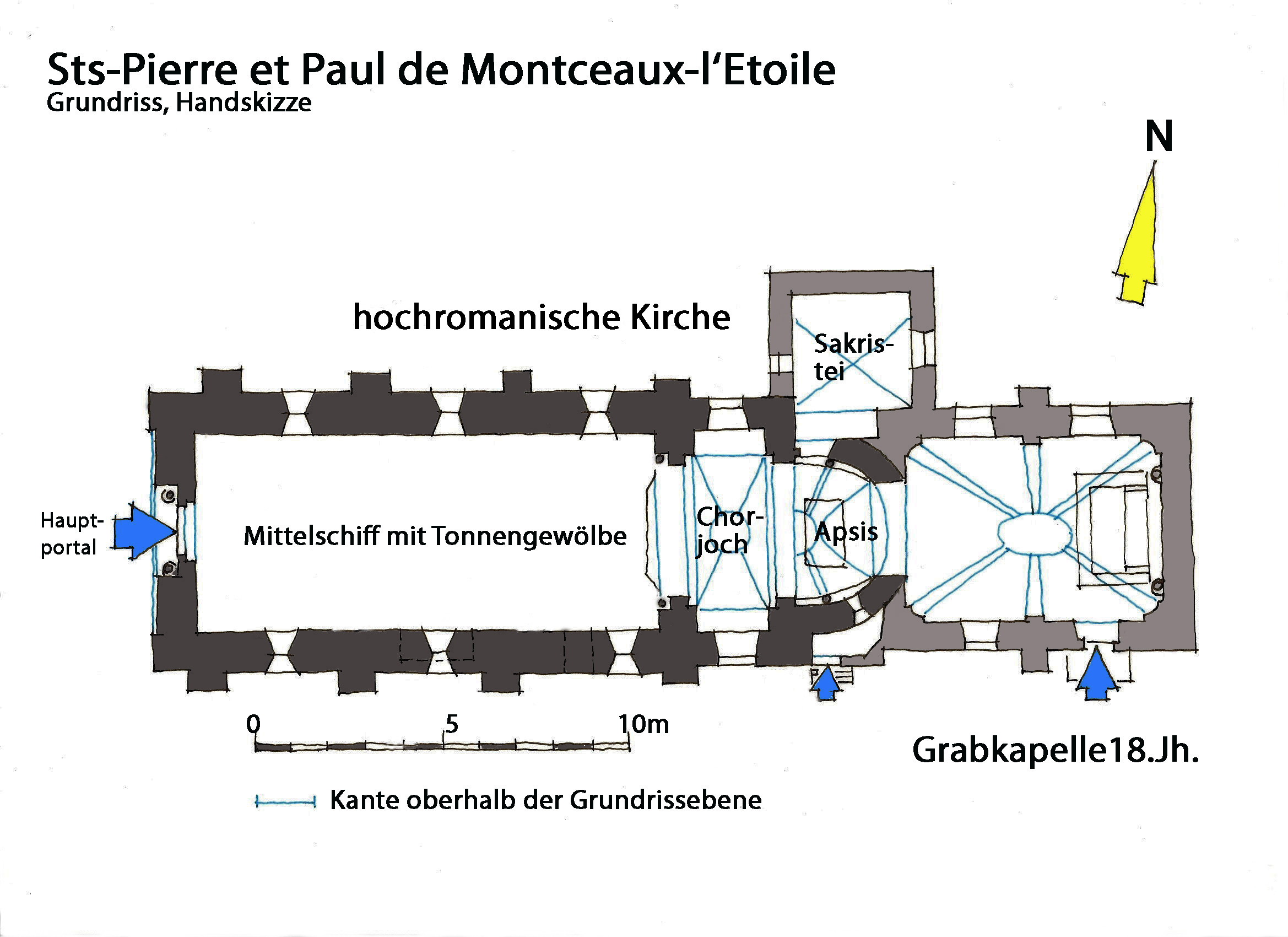
Grundriss

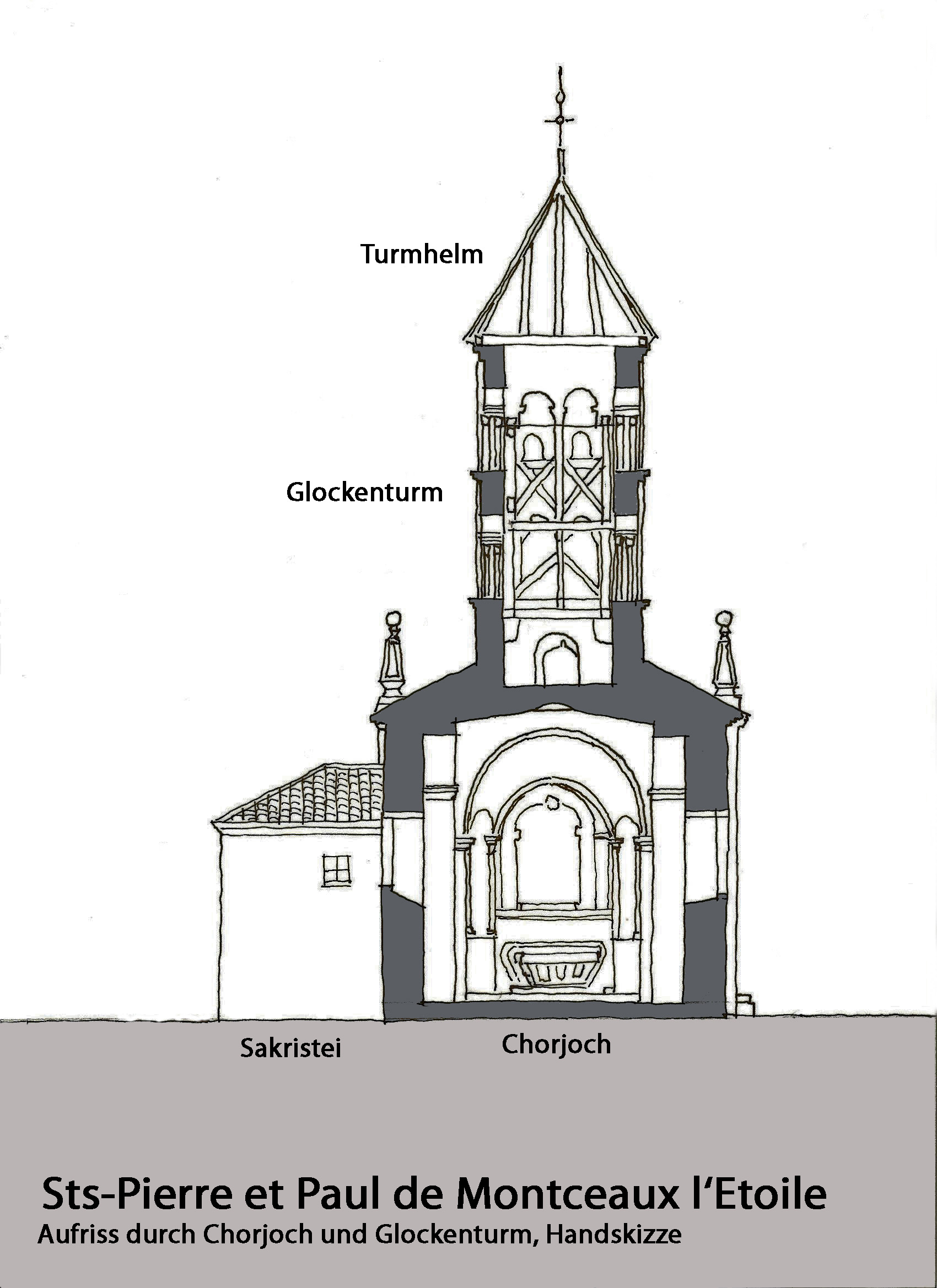
Aufriss

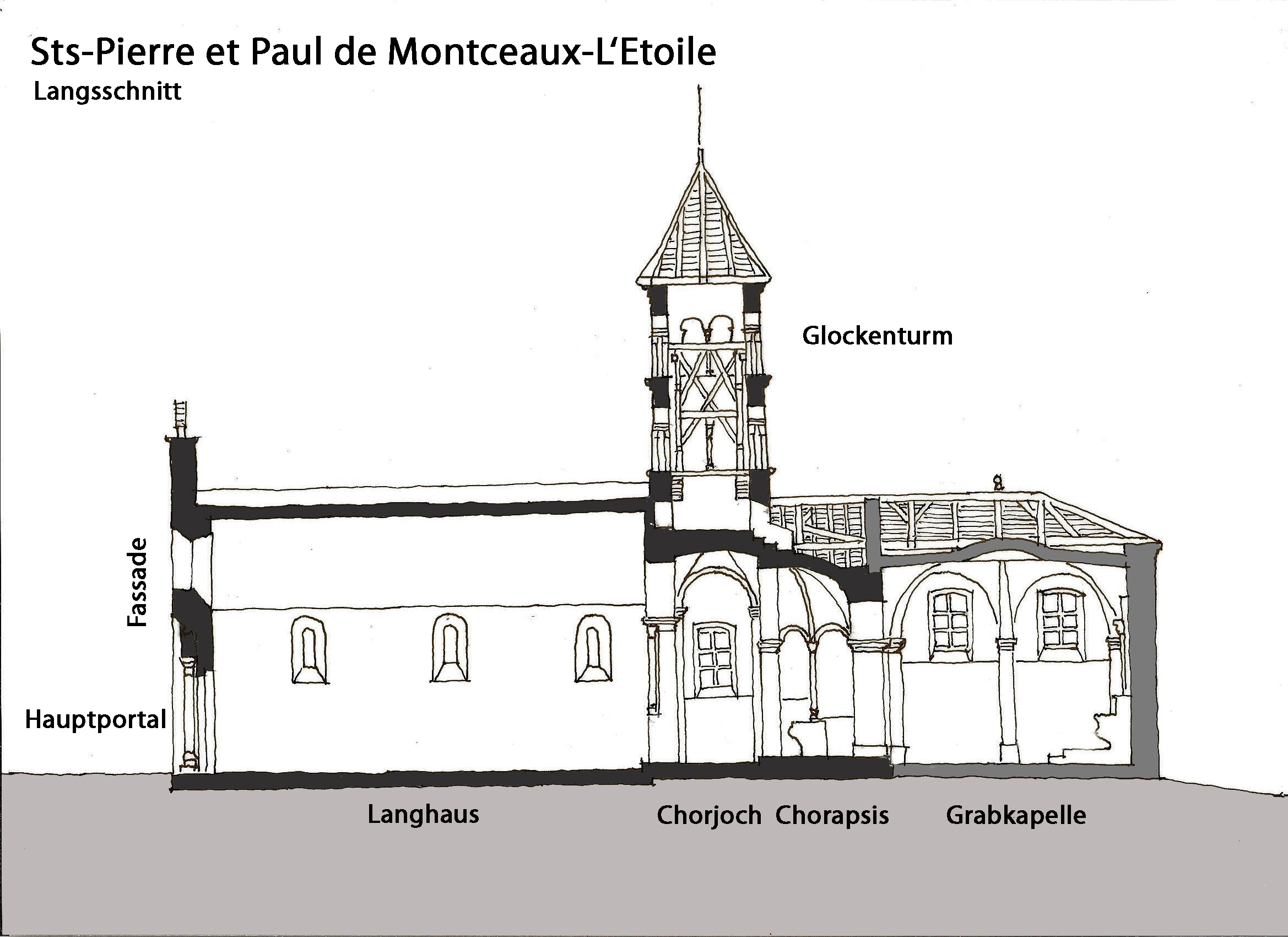
Längsschnitt

zirka, aus Zeichnung entnommen und hochgerechnet, (ohne Pfeilervorlagen)
- Länge über alles, außen: 27,70 m
- Länge der romanischen Kirche, außen: 20,50 m
- Länge des Schiffs, außen: 14,40 m
- Breite des Schiffs, außen: 7,60 m
- Breite des Vorjochs, außen: 7,10 m
- Länge des Schiffs, innen: 12,40 m
- Breite des Schiffs, innen: 5,40 m
- “Länge” des Vorjochs, innen: 2,00 m
- “Breite” des Vorjochs, innen: 5,30 m
- Apsistiefe, innen: 2,40 m
- Sakristei, innen. 1,90 × 2,10 m
- Breite Grabkapelle, außen: 6,50 m
- Grabkapelle, innen: 5,00 × 6,90 m

Das Bauwerk ist nahezu genau nach Osten ausgerichtet.

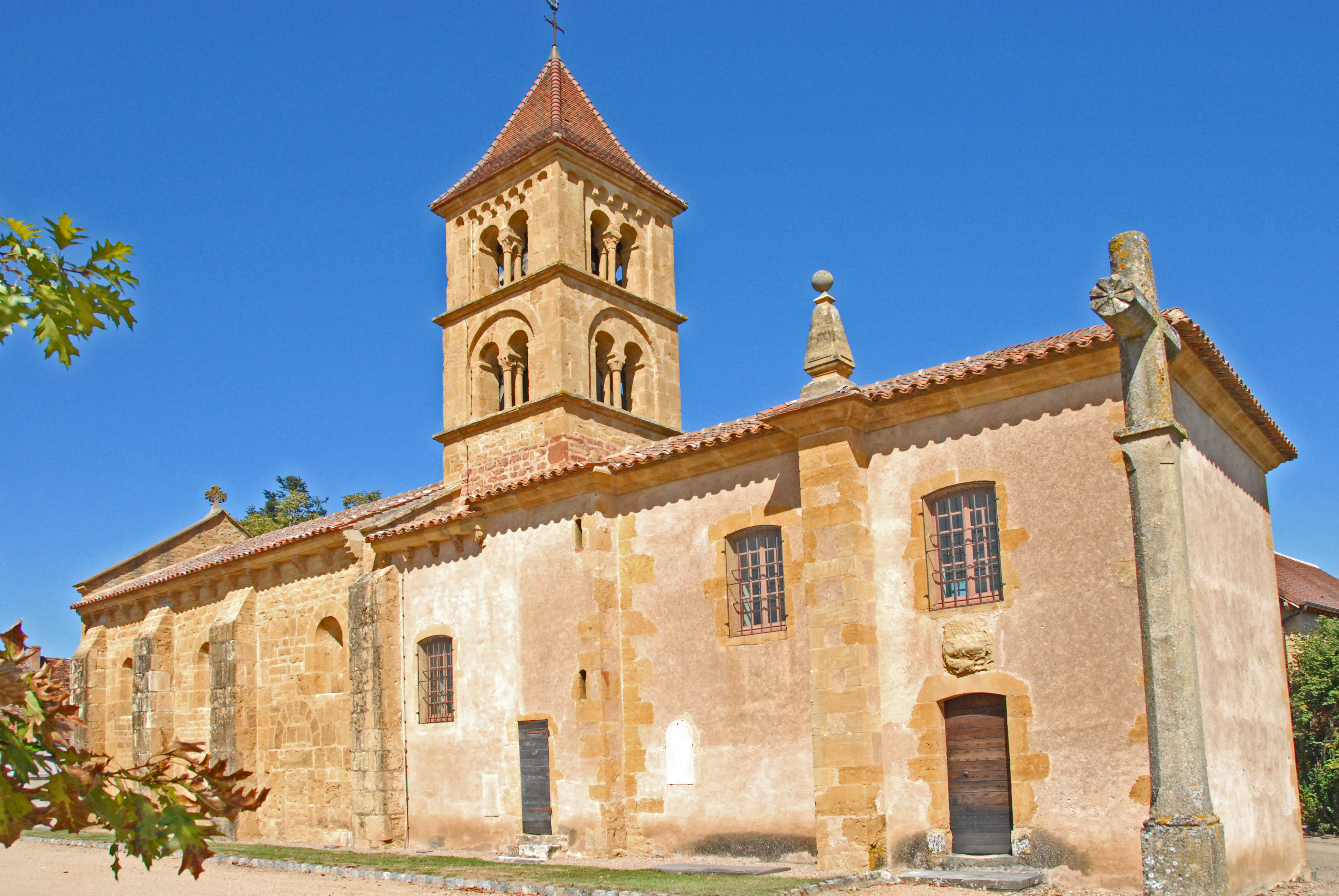
Ansicht von SO

### Äußere Erscheinung
Die romanische Kirche ist überwiegend aus mittelformatigen Werksteinen in unregelmäßigem Verband gemauert, die Bauteilecken, Öffnungsbegrenzungen und Strebepfeiler bestehen aus Werksteinen größeren Formates. Die Bauleute der Romanik haben hier einen besonders schönen, goldockerfarbenen Kalkstein verwendet, der im Licht der untergehenden Sonne besonders gut zur Geltung kommt.
Die späteren Anbauten weisen derartige Werksteine nur an Bauteilecken, Öffnungsbegrenzungen und Wandpfeilern auf; die Wandflächen dazwischen sind mit leicht ockerfarben getöntem Wandputz versehen worden.

#### Langhaus
Das einschiffige Langhaus steht auf dem Grundriss eines lang gestreckten Rechtecks und wird von einem um etwa 35 Grad geneigten Satteldach überdeckt, das mit roten Dachziegeln im römischen Format, auch Mönch-Nonnen-Ziegel genannt, eingedeckt ist.
Die Dachtraufe auf den Längsseiten des Langhauses bestehen aus kräftigen Traufgesimsplatten, deren Sichtkanten mit einer großen abgeschrägten Hohlkehle und schmalen Viertelstäben profiliert sind. Sie werden unterstützt von Hobelspankragsteinen, die manchmal mit Skulpturen wie Köpfe, Tiere, Fabelwesen etc. verziert sind. Die untere Reihe der Dachziegel kragt leicht über die Kante des Traufgesimses aus und lässt das Regenwasser frei abtropfen.
Die Längswände werden von vier im Grundriss rechtwinkligen Strebepfeilern in drei Wandabschnitte oder Joche unterteilt, die hier aber nicht eine innere Gliederung markieren. Die Strebepfeiler sind oberseitig auswärts steil abgeschrägt und reichen bis unter die Kragsteine der Traufen. In den oberen Hälften der Wandabschnitte sind rundbogige Fenster ausgespart, deren Gewände nach außen aufgeweitet sind. Im dritten Joch der Südseite erkennt man im Mauerwerksverband – etwas außermittig nach Westen versetzt – eine ehemalige rundbogige Türöffnung, die später einmal wandbündig zugemauert worden ist. Die romanische Kirche besaß jedenfalls neben dem Hauptportal eine zweite Türöffnung, vermutlich eine alte unmittelbare Verbindung zum ehemaligen Friedhof oder zum nicht erhaltenen Klausurbereich.

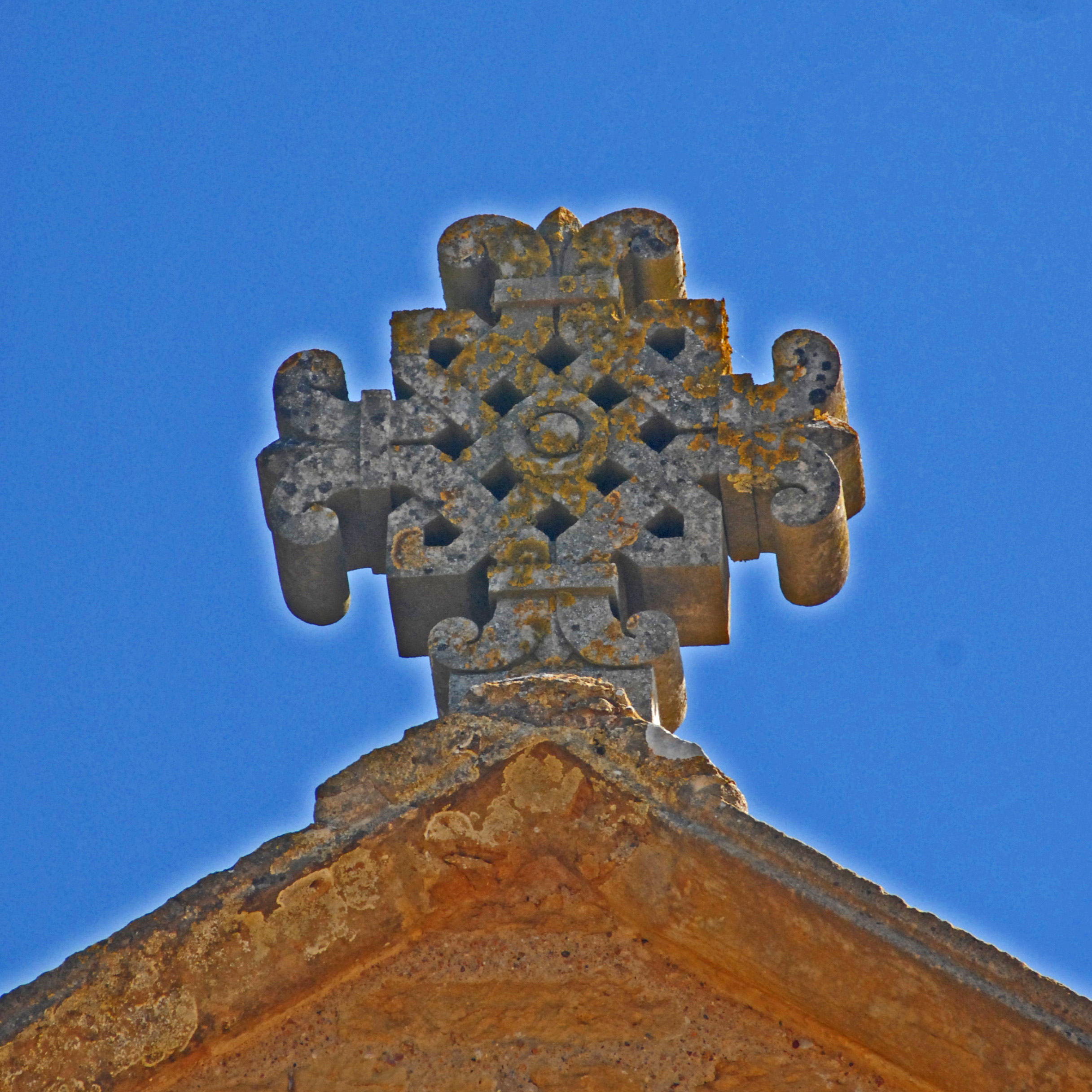
Giebelkreuz

Galerie Langhaus

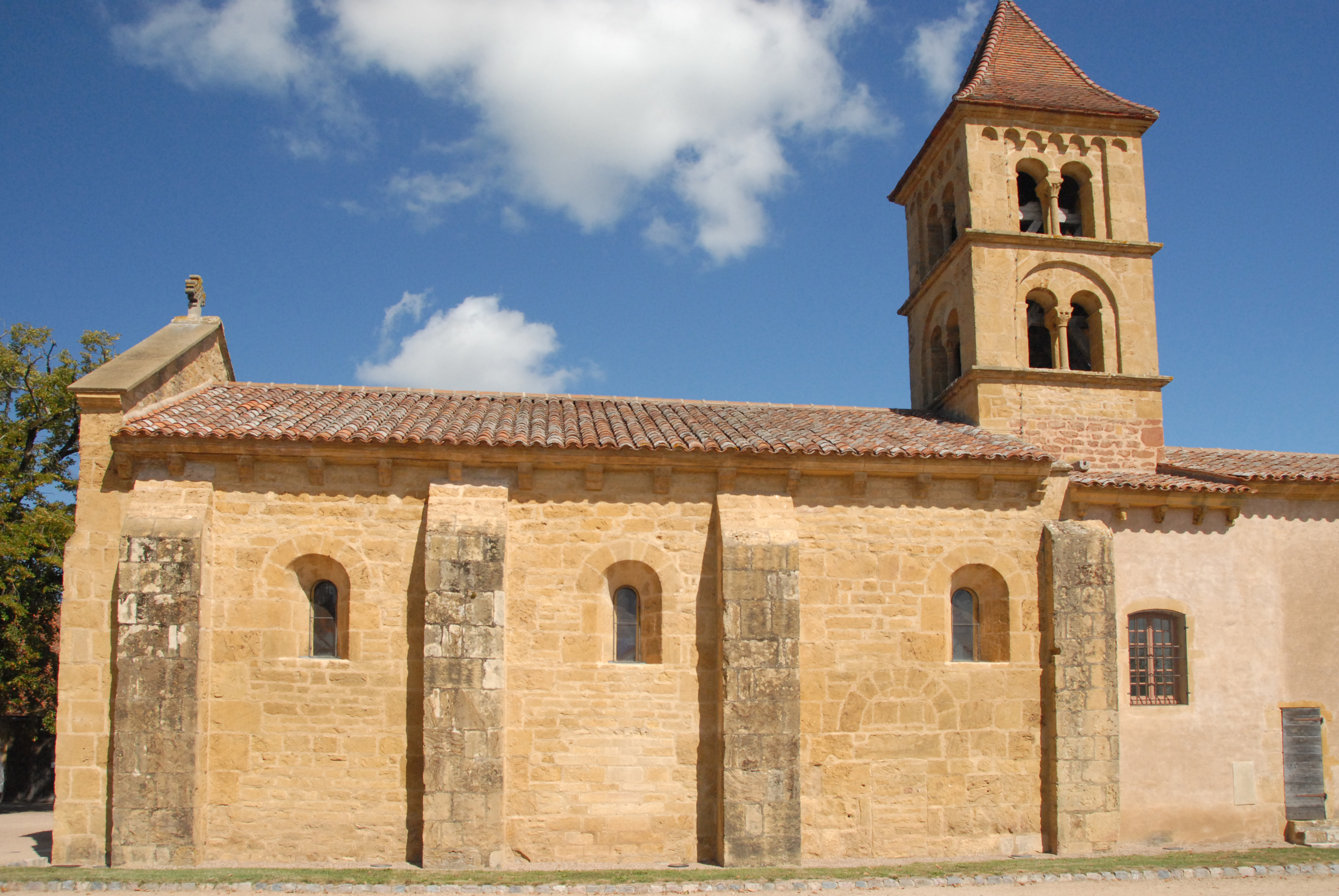
Langhaus von S
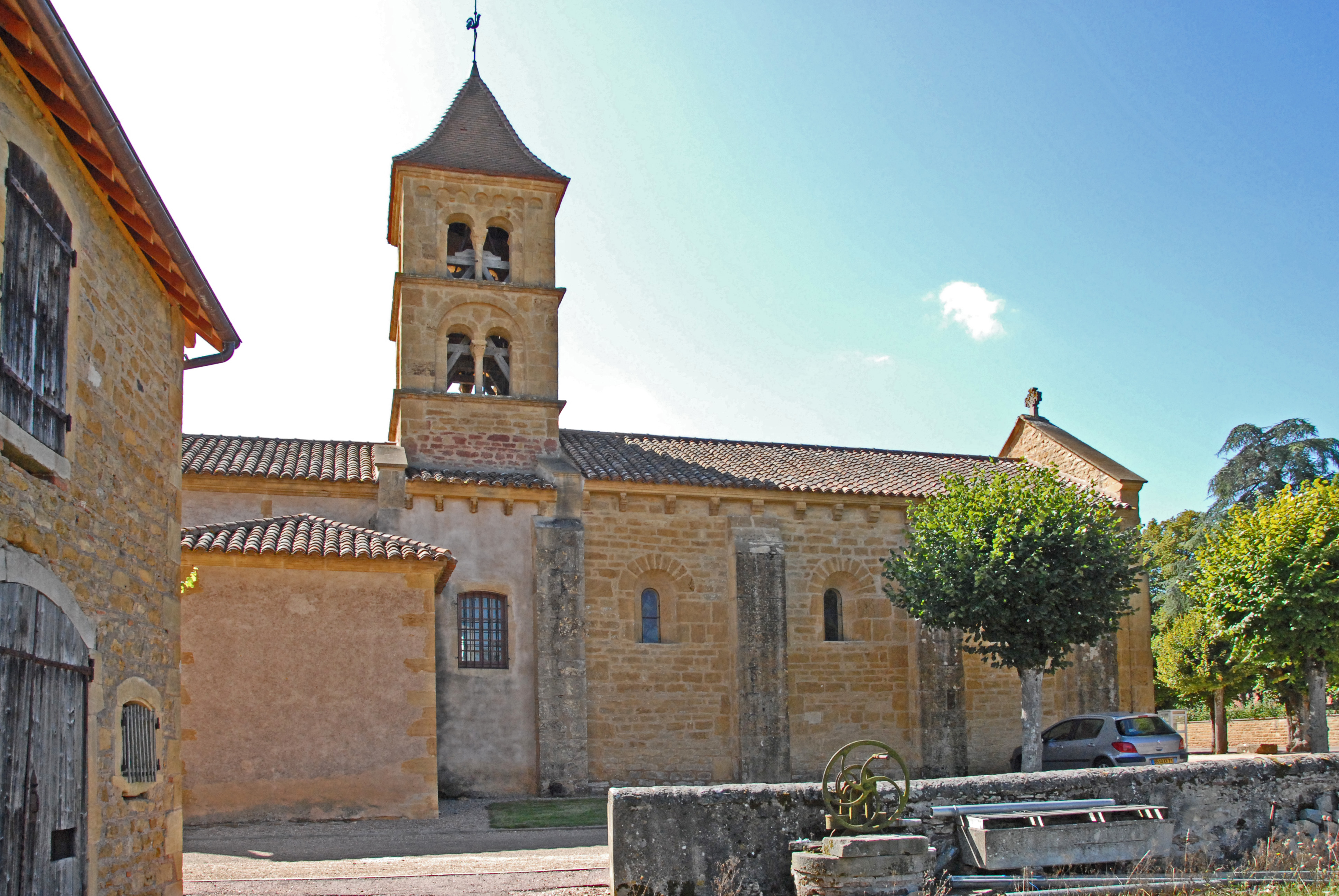
Langhaus von N
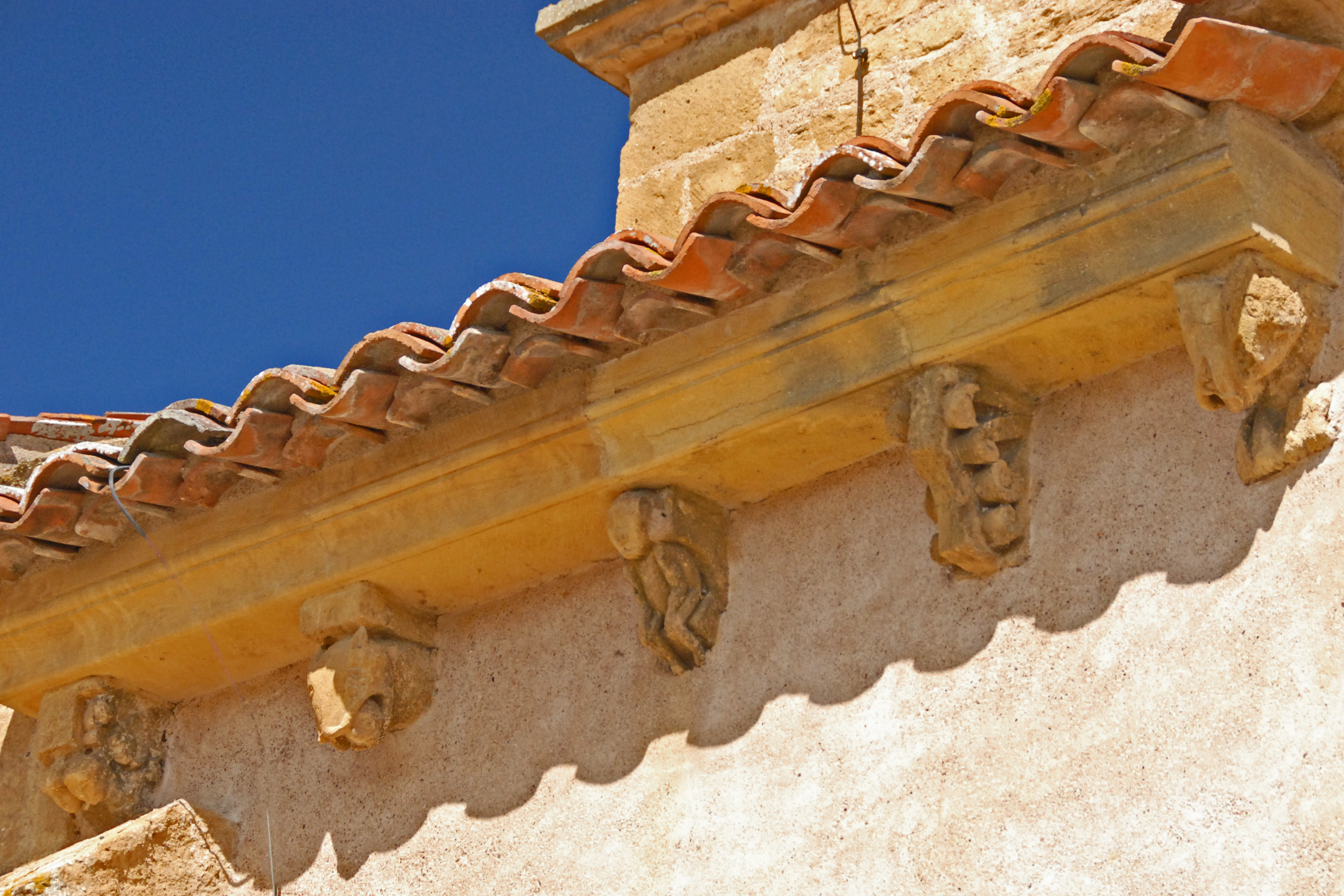
Traufgesims Langhaus
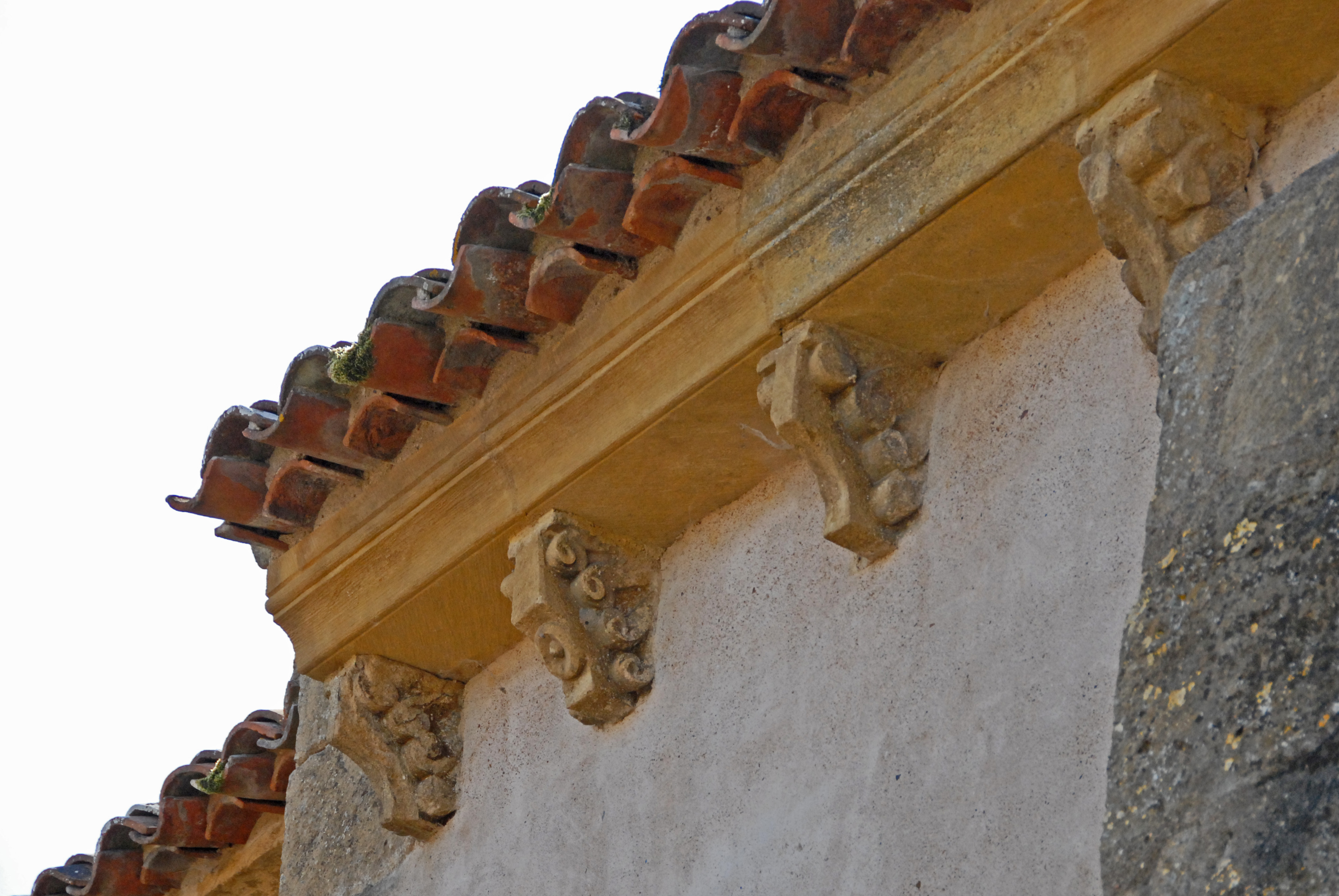
Traufgesims

#### Fassade

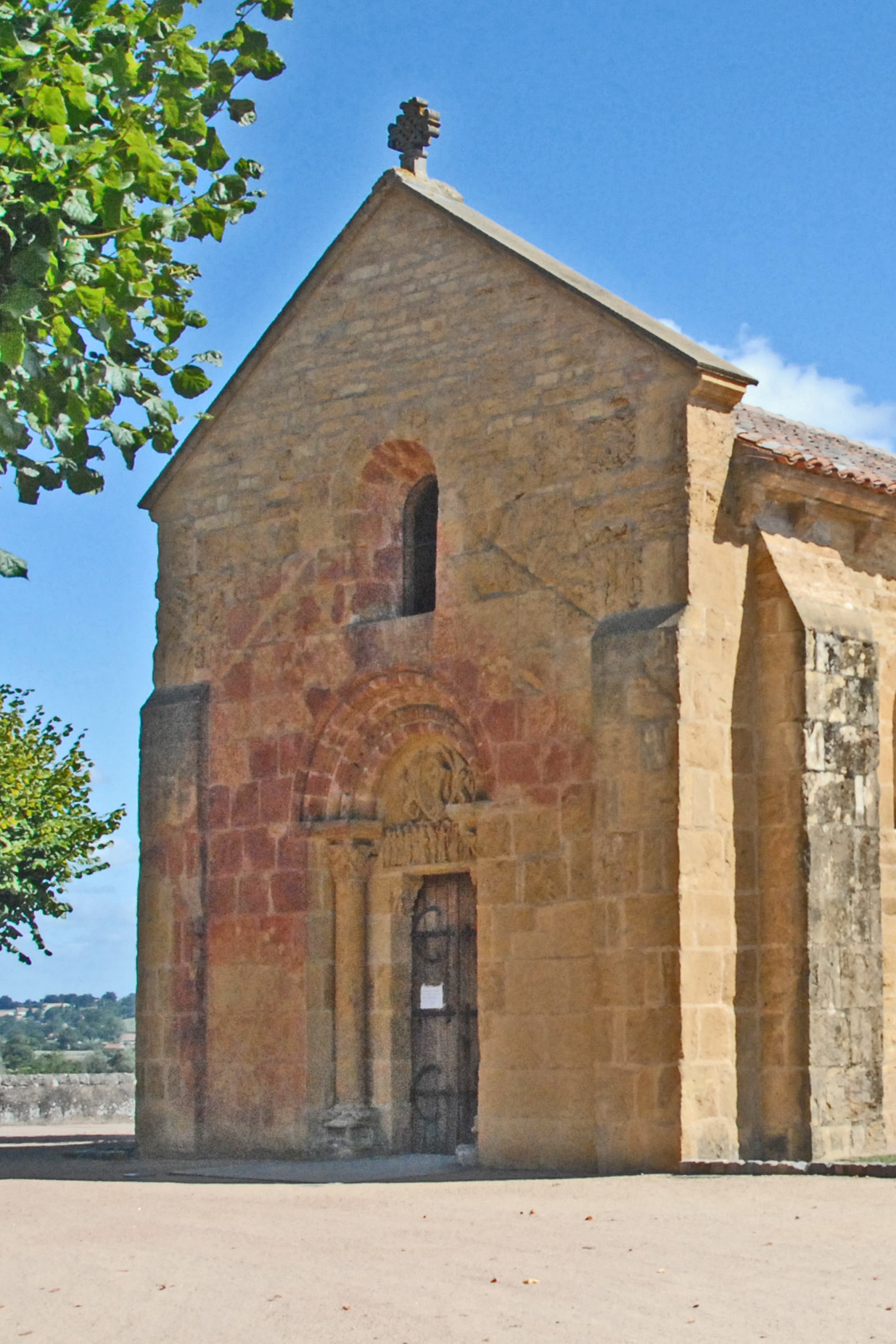
Fassade von SW

Die Fassade der Kirche schließt das Schiff im Westen ab. Ihre Giebelwand ist so breit wie das Langhaus, ragt aber mit ihren oberseitigen schrägen Abschlüssen in etwas steilerer Neigung und geringfügig nach oben hin zunehmend, über die Satteldachflächen hinaus. Diese Oberseiten sind mit flachen Steinplatten abgedeckt, die seitlich geringfügig auskragen. Die Abdeckungen enden auf den Wandenden auf Kraggesimsen.
Der Giebelfirst wird von einem prächtigen steinernen Kreuz gekrönt, das an karolingisches Flechtwerk erinnert. Das Flechtwerk bildet ein Quadrat und endet jeweils auf dessen vier Seiten in Kreuzarmen aus auswärts aufgerollten Ranken des Flechtwerks. Derartige Flechtwerke finden sich auf den Dächern des Chorhauptes von Notre-Dame-du-Port de Clermont-Ferrand und bei einem Fenster der Dorfkirche von St-Pierre de Fenioux.
An beiden Kanten der Giebelwand treten schwach auftragende Strebepfeiler hervor, deren abgeschrägte Oberseiten etwa auf Höhe der Unterkanten der Abschrägungen auf den Pfeilern der Längswände liegen.
Nicht weit über dem Hauptportal der Kirche ist ein rundbogiges Fenster ausgespart, dessen Gewände stark nach außen aufgeweitet ist.
Auf den Mauerwerkoberflächen der Fassade erkennt man die eingeschnittene Kontur des Satteldachs oder auch Walmdachs einer ehemaligen Vorhalle, mit etwa gleicher Dachneigung wie die Giebeloberseiten. Sie war so breit wie das Langhaus und deckte das oben genannte Fenster teilweise ab.

#### Hauptportal

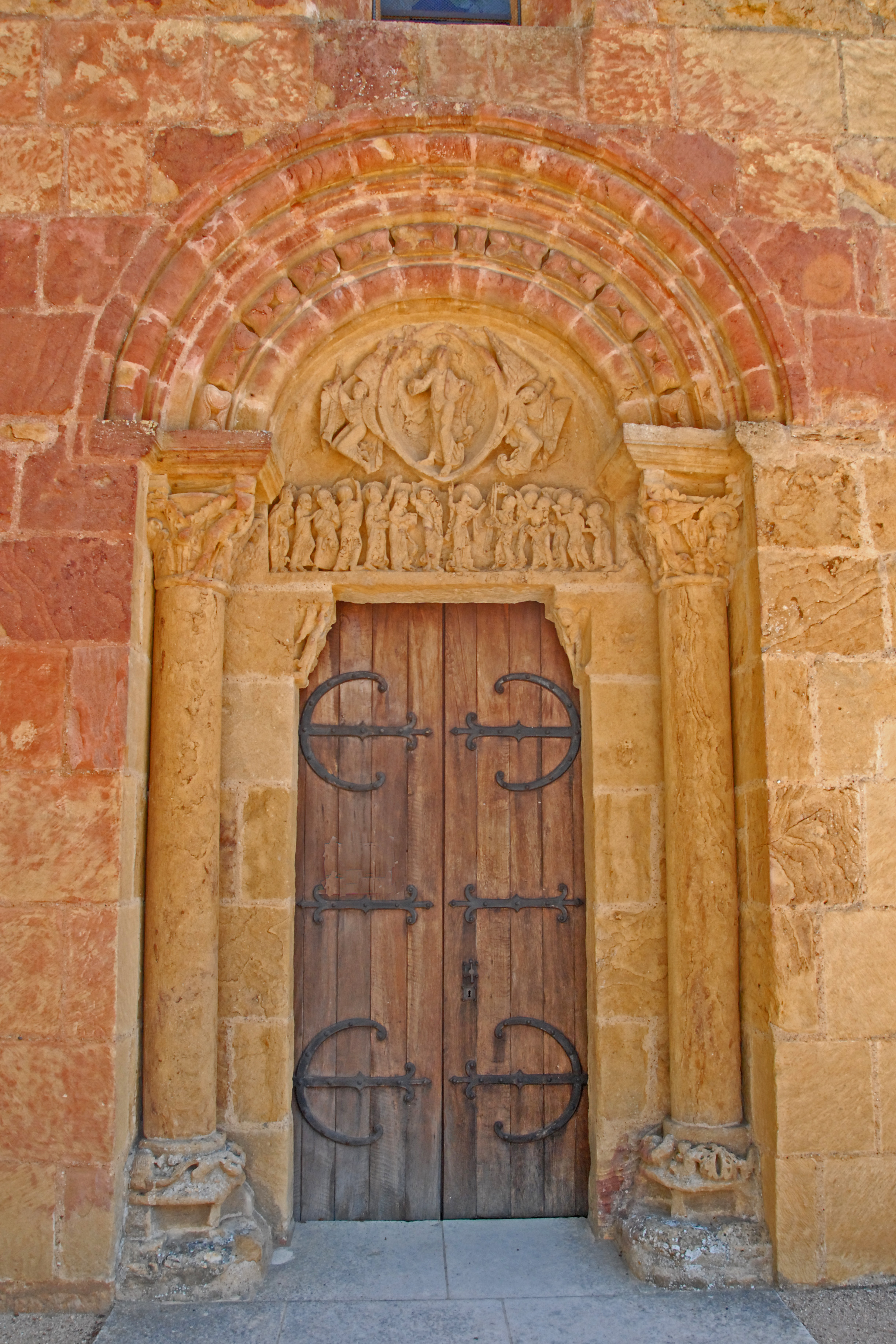
Hauptportal

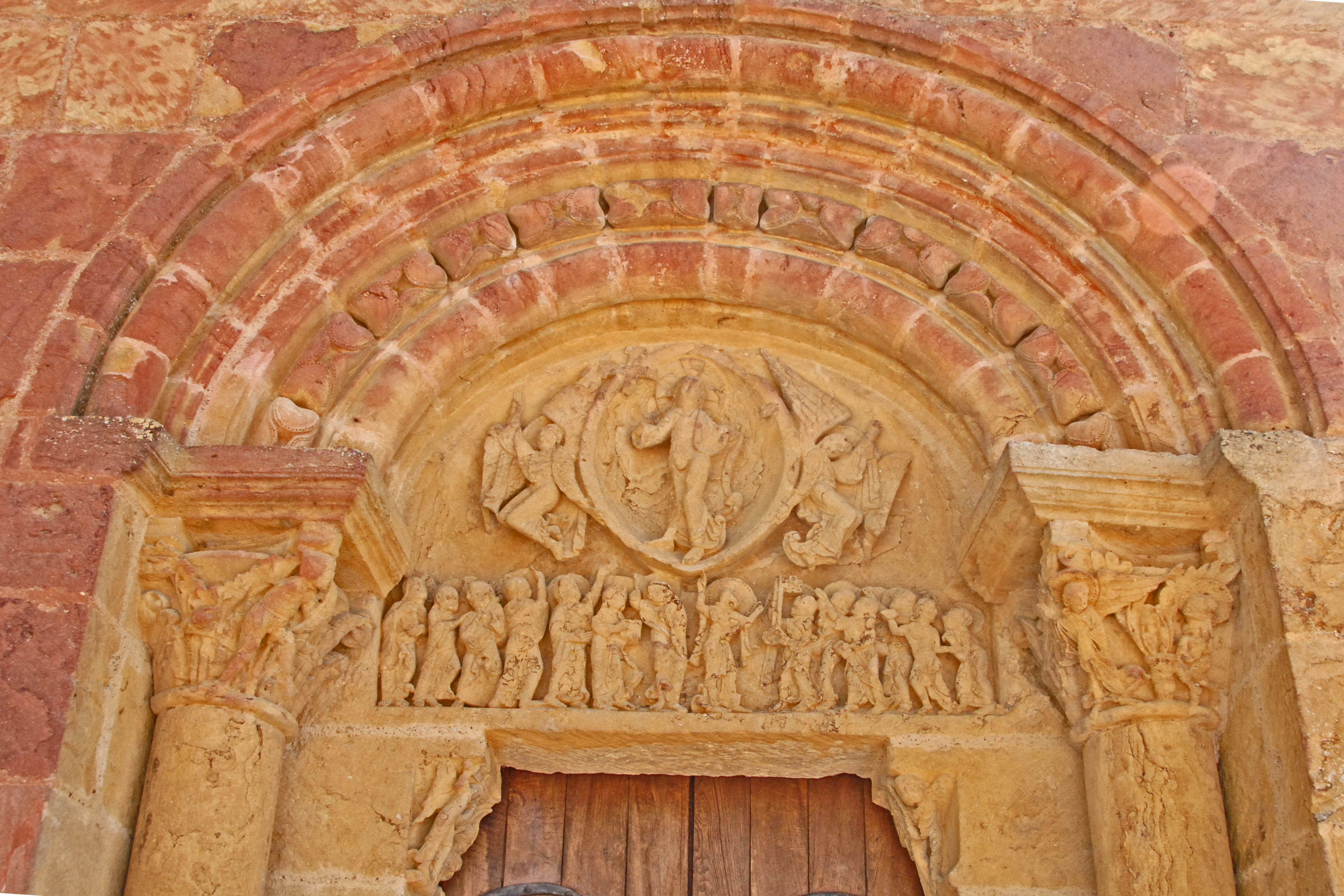
Tympanon mit Archivolten

Der Skulpturenschmuck des Hauptportals ist die eigentliche Attraktion dieses Bauwerks. In große seitliche, im Grundriss rechtwinklige Wandrückversätze sind schlanke Säulen eingestellt, die mit skulptierten Kapitellen, weit ausladenden, profilierten Kämpferplatten und skulptierten Basen, auf kantigen Plinthen und ausgerundeten Sockeln ausgestattet sind. Das Kämpferprofil reicht ein Stück über die Mauerwerkskante des Rückversatzes hinaus. Auf diesen Kämpfern stehen halbrunde Archivoltenbögen aus drei kräftigeren und zwei schlankeren Rundstäben. Diese werden von einem Kragprofil überfangen. Hinter den Säulen ragen beidseitig der rechteckigen Portalöffnung kurze Wandstücke hervor, die bis auf Unterkante der Kapitelle hinaufreichen. In dieser Höhe wird die Portalöffnung durch das Tympanon waagerecht abgeschlossen. Am oberen Ende der Türlaibungen treten kapitellähnliche Konsolen mit Skulpturen hervor, die von Kämpferplatten abgedeckt werden.

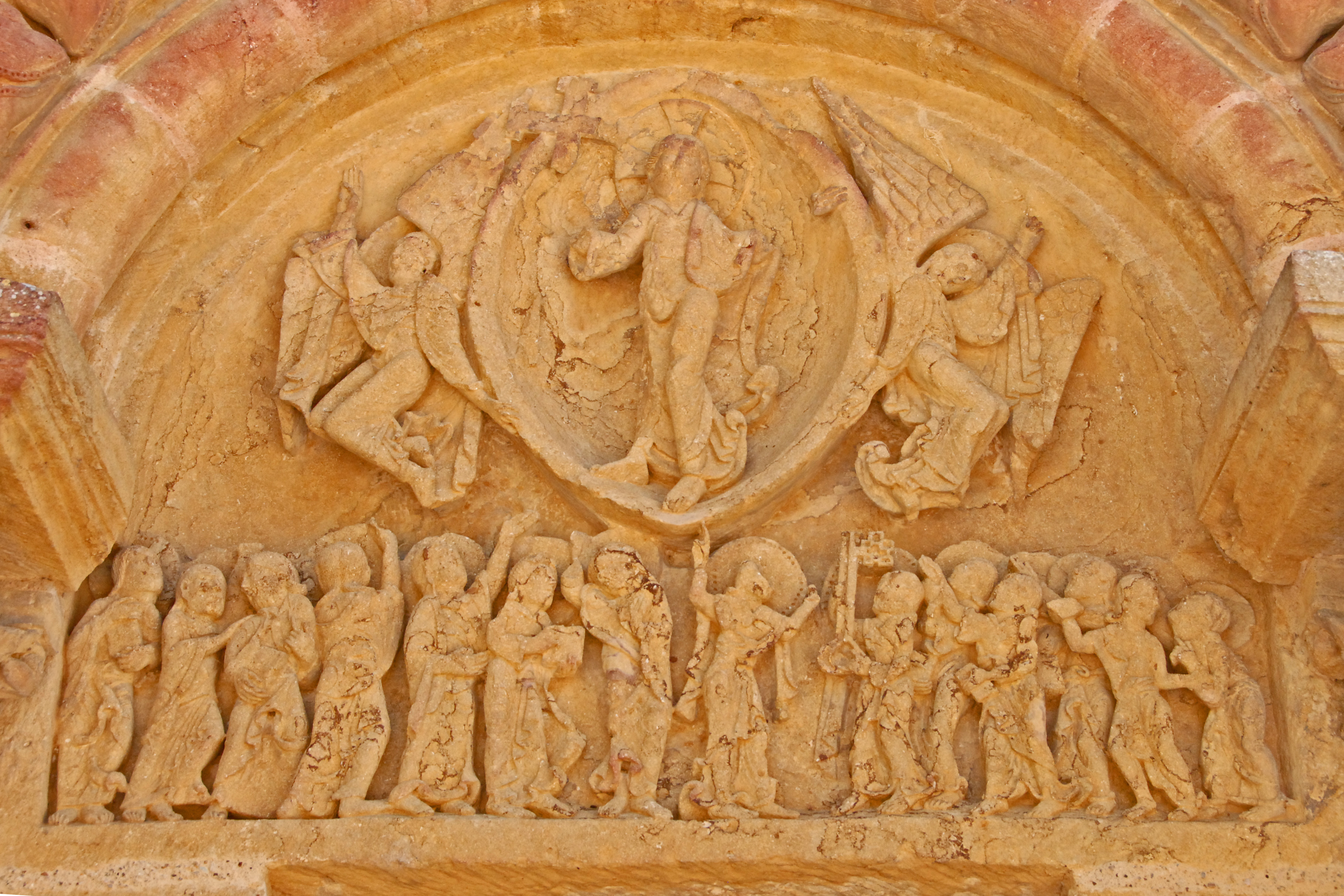
Tympanon

Darüber ragen Türsturz und Tympanonfeld in Form eines gestelzten Halbkreises auf, der aus einem einzigen Steinblock gefertigt ist.
Dieser zeigt eine in zwei Zonen wiedergegebene Himmelfahrt Christi. Der mit einem Krückenkreuz (oben links) und mit Kreuznimbus dargestellte Gottessohn steht in einer von schwebenden Engeln getragenen Mandorla. Sein Gewand flattert, wie das der beiden Engel, und man glaubt den Wind zu spüren, der durch die Aufwärtsbewegung entsteht. Darunter erscheinen, in bewegter Gestik und von Nimben hinterfangen, die vergleichsweise kleinen Figuren der Apostel, Maria und eines Engels. Auch hier sind die Themen Himmelfahrt und Maiestas Domini, also Weggang und Wiederkehr, verbunden worden. Als fast rührendes Detail sei hier auf die Figur des Petrus mit seinem riesigen Schlüssel hingewiesen. In der Frische und Lebendigkeit ist diese Szene ein wahres Meisterwerk romanischer Steinmetzkunst.

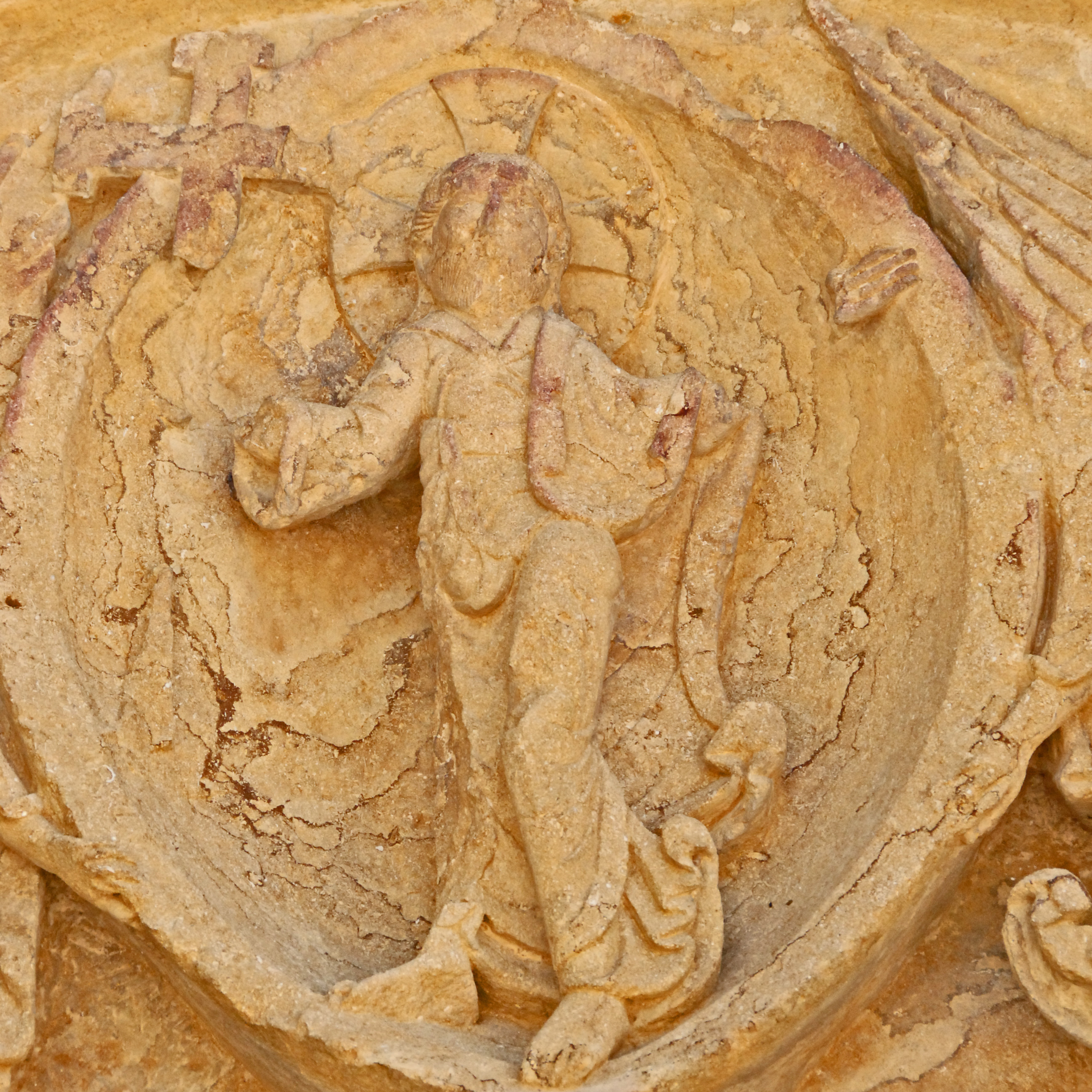
Christus in der Mandorla

Die ikonographisch und stilistisch nächsten Parallelen finden sich in dem annähernd gleichaltrigen Tympanon der Prioratskirche Ste-Trinité d’Anzy-le-Duc, dem Tympanon der Kirche in Saint-Julien-de-Jonzy und den beiden Nordtympana der Abteikirche St-Fortunat in Charlieu. Auch in den dortigen Himmelfahrtsszenen zeigt sich ein von den Seitenportalen der Abteikirche Ste-Marie-Madeleine de Vézelay ausgehender Figurenstil, der durch die Verbindung einer plastischen Körperauffassung und einer eher grafisch bestimmten Gewandbehandlung charakterisiert wird. Auch die beim gemeinsamen Vorbild ausgeprägte Loslösung der lebhaft agierenden Figuren vom Reliefgrund zeigt sich in beiden Tympana. In Montceaux-l’Etoile wird dies insbesondere an der Figur des Christus deutlich, der nahezu vollplastisch eher vor als in der Mandorla erscheint.
Die Kapitelle auf den Säulen zeigen figürliche Skulpturen. Auf dem linken ist der Kampf eines Kriegers, bis auf eine kurze Hose nackt, mit einem nicht zu identifizierenden Wesen dargestellt, während auf dem rechten ein Engel (mit Nimbus) den Betrachter auf die Darstellung des Tympanons hinweist.
Auf der linken Konsole in der Laibung kämpft ein Engel im Kettenhemd mit erhobenem Schwert gegen ein sich am Boden windendes Monster. Auf dem rechten ist ein geflügeltes Wesen mit menschlichem Kopf und Krallenfüßen dargestellt.
Die zweiflügelige Holztür ist mit kunstvoll geschmiedeten Türbändern dekoriert.

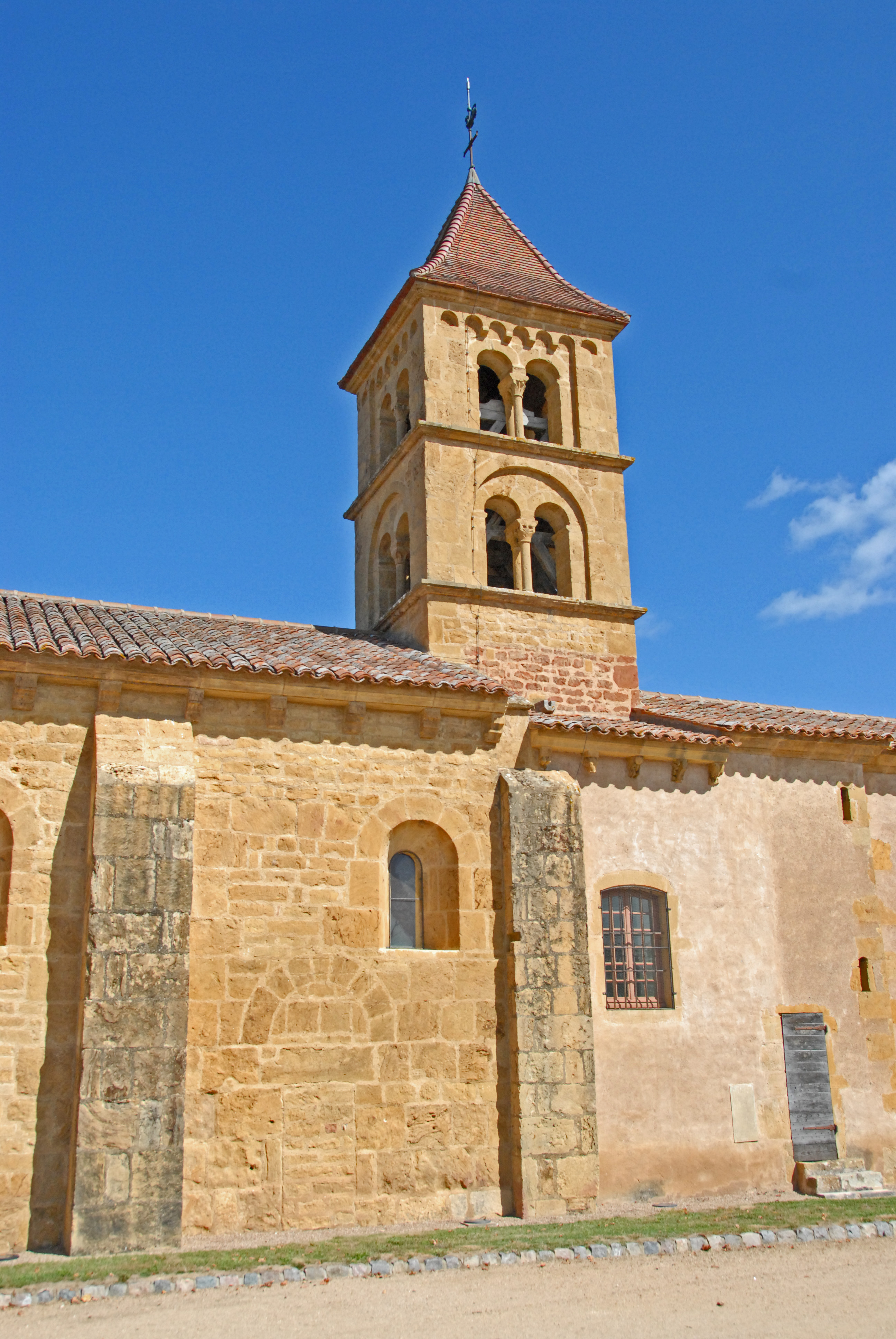
Vorjoch mit Turm von S

Galerie Portalkapitelle und Konsolen 

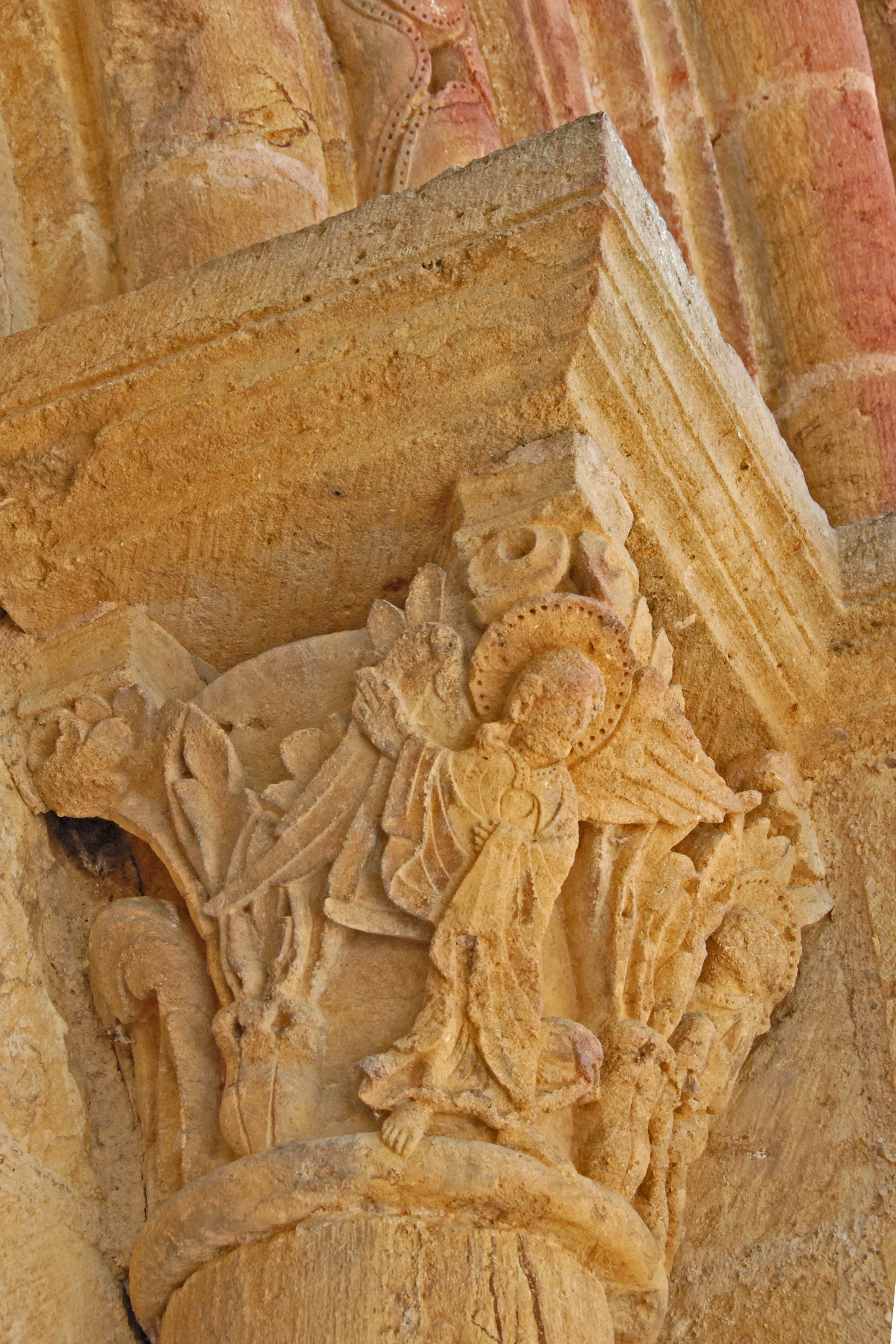
Portalkapitell rechts
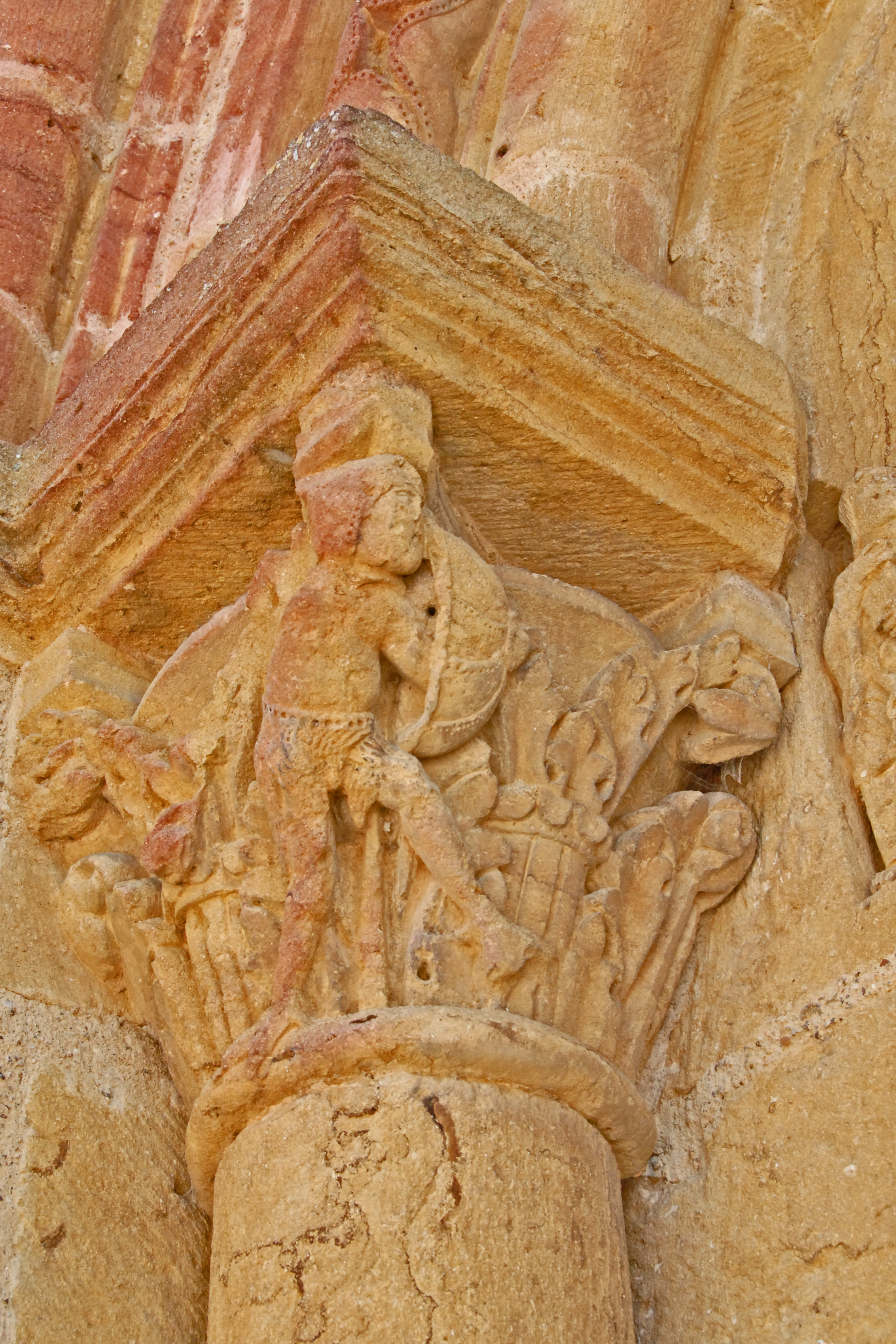
Portalkapitell links
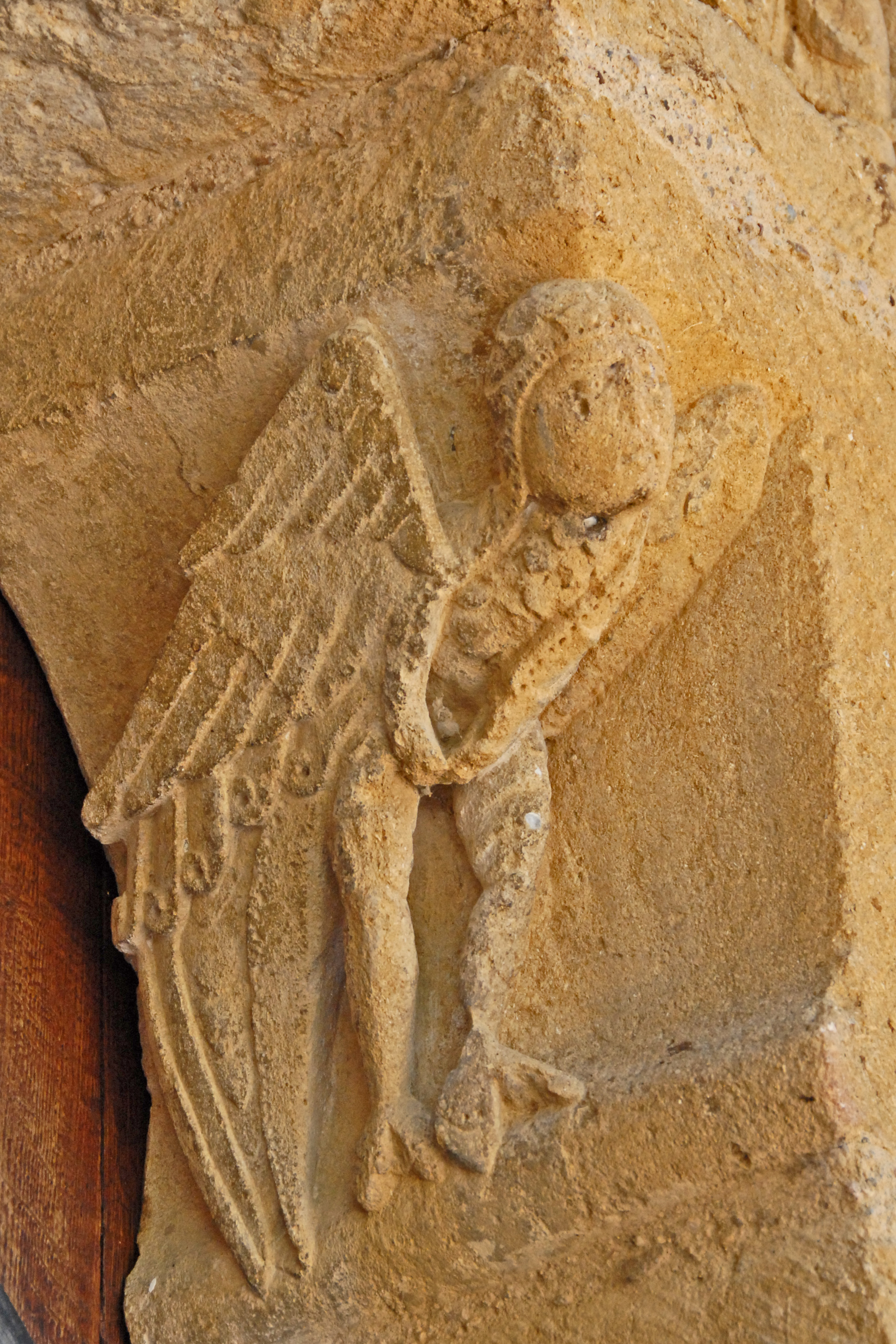
Konsole rechts
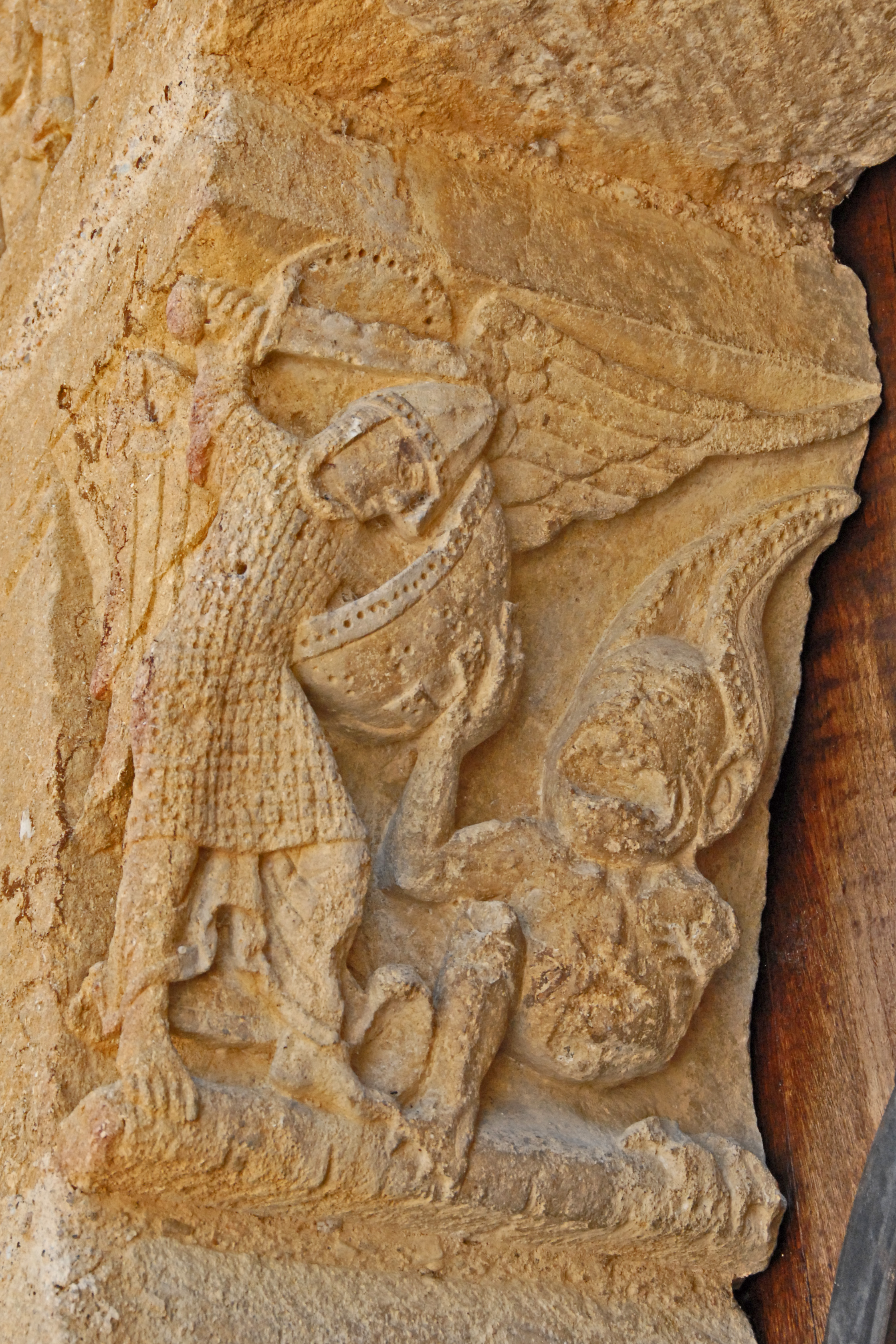
Konsole links

#### Vorjoch und Chorturm

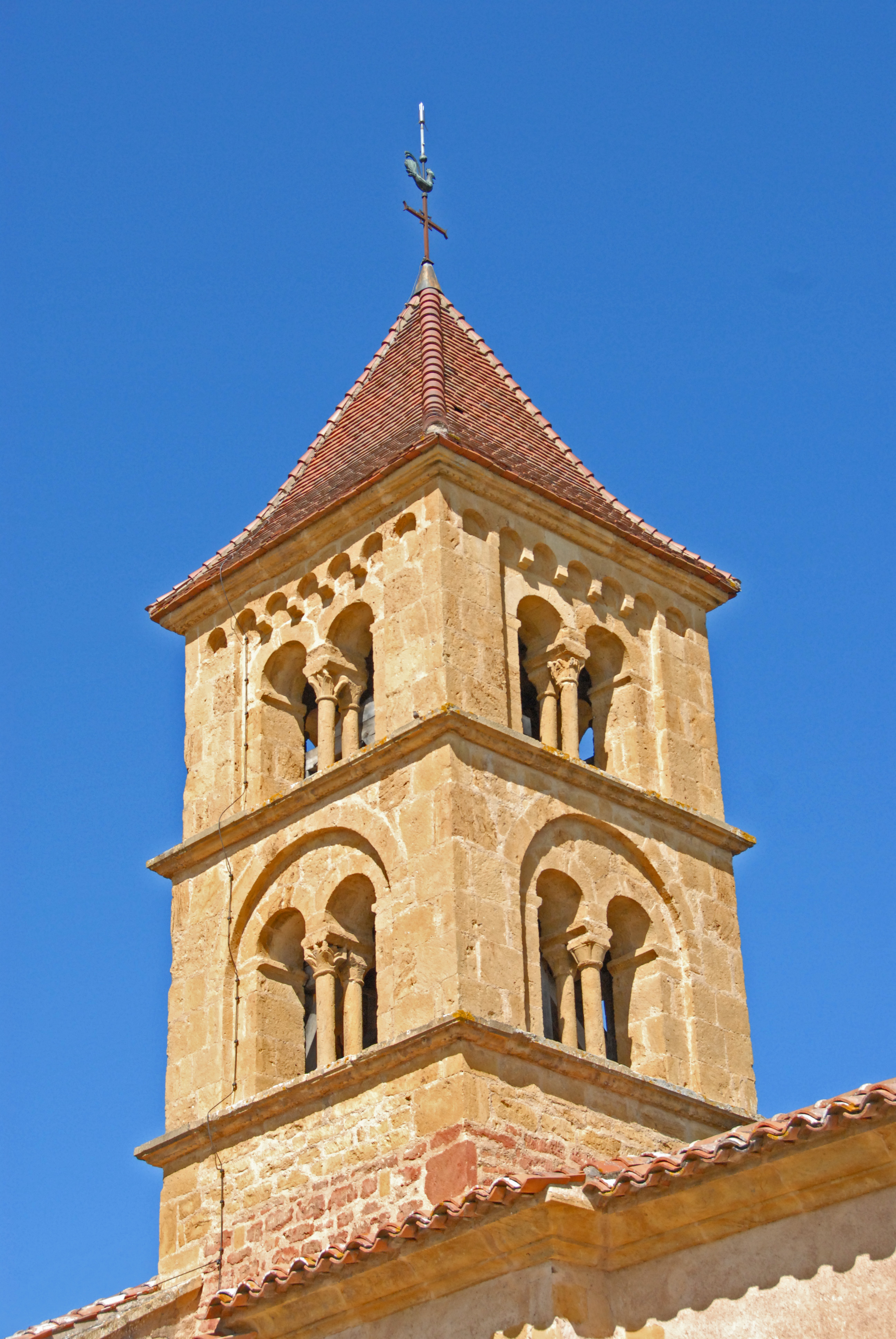
Glockenturm von SO

Das kurze turmüberhöhte Vorjoch, auch Chorjoch, wird noch von den ursprünglichen Seitenwänden, fast genau in Verlängerung der Langhauswände, eingeschlossen. Die kleinen Pultdächer neben dem Turm und ihre Traufen liegen etwas tiefer als die anschließenden Satteldächer des Langhauses und der östlichen Erweiterungen. Die Traufgesimse ruhen auf ähnlichen Kragkonsolen wie diejenigen des Langhauses. In der südlichen und nördlichen Außenwand sind rechteckige Fenster ausgespart, die von Stichbögen geringer Stichhöhe überdeckt werden. Sie sind vermutlich der spätere Ersatz für ehemals kleinere rundbogige Fenster. Ihre Vergrößerung sollte wohl ein Ausgleich für die in der Apsis ehemals vorhandenen Fenster sein, die durch den Anbau der Grabkapelle entfallen sind.
Der zweigeschossige Glockenturm besitzt einen quadratischen Grundriss, dessen Dimension, vom Turmsockel ausgehend, unverändert bleibt. Der allseitig geschlossene Turmsockel ragt knapp über den First des Langhauses hinaus und wird von einem weit ausladenden Kragprofil mit schmaler Außenkante abgeschlossen. Das erste Geschoss weist auf jeder Seite eine große rundbogige Arkade auf, in der jeweils eine Zwillingsklangarkade ausgespart ist. Ihre beiden halbrunden Bögen stehen gemeinsam auf einem Paar von Säulchen, die mit skulptierten Kapitellen, profilierten Kämpfern und Basen ausgestattet sind. Die Bögen stehen außenseitig auf profilierten Kämpfern der Laibungen. Das Geschoss wird oberseitig mit dem gleichen Kragprofil abgedeckt, wie beim Turmsockel. Das zweite Turmgeschoss ist etwa gleich so hoch wie das erste. Statt einer Blendarkade ist auf jeder Seite eine große rechteckige Nische eingelassen, in die jeweils die gleiche Klangarkade wie im Geschoss darunter ausgespart ist. Der obere Nischenrand ist in fünf kleine rundbogige Arkaden aufgelöst, die auf schlicht skulptierten Kragkonsolen aufstehen. In seitlicher Verlängerung dieser Arkaden sind in den verbleibenden schmalen Wandabschnitten etwa gleich kleine Arkadennischen eingelassen. Das obere Geschoss wird rundum von einem weit ausladenden profilierten Traufgesims abgeschlossen.
Der hölzerne Turmhelm hat die Form einer steilwandigen vierseitigen Pyramide, dessen Seiten im unteren Bereich etwas ausgestellt sind. Die mit roten Ziegelschindeln gedeckten Dachflächen kragen über dem Traufgesims leicht aus. Auf der Turmspitze ist ein schlichtes feingliedriges Kreuz aus Metall mit einem dreidimensional geformten Wetterhahn angebracht.

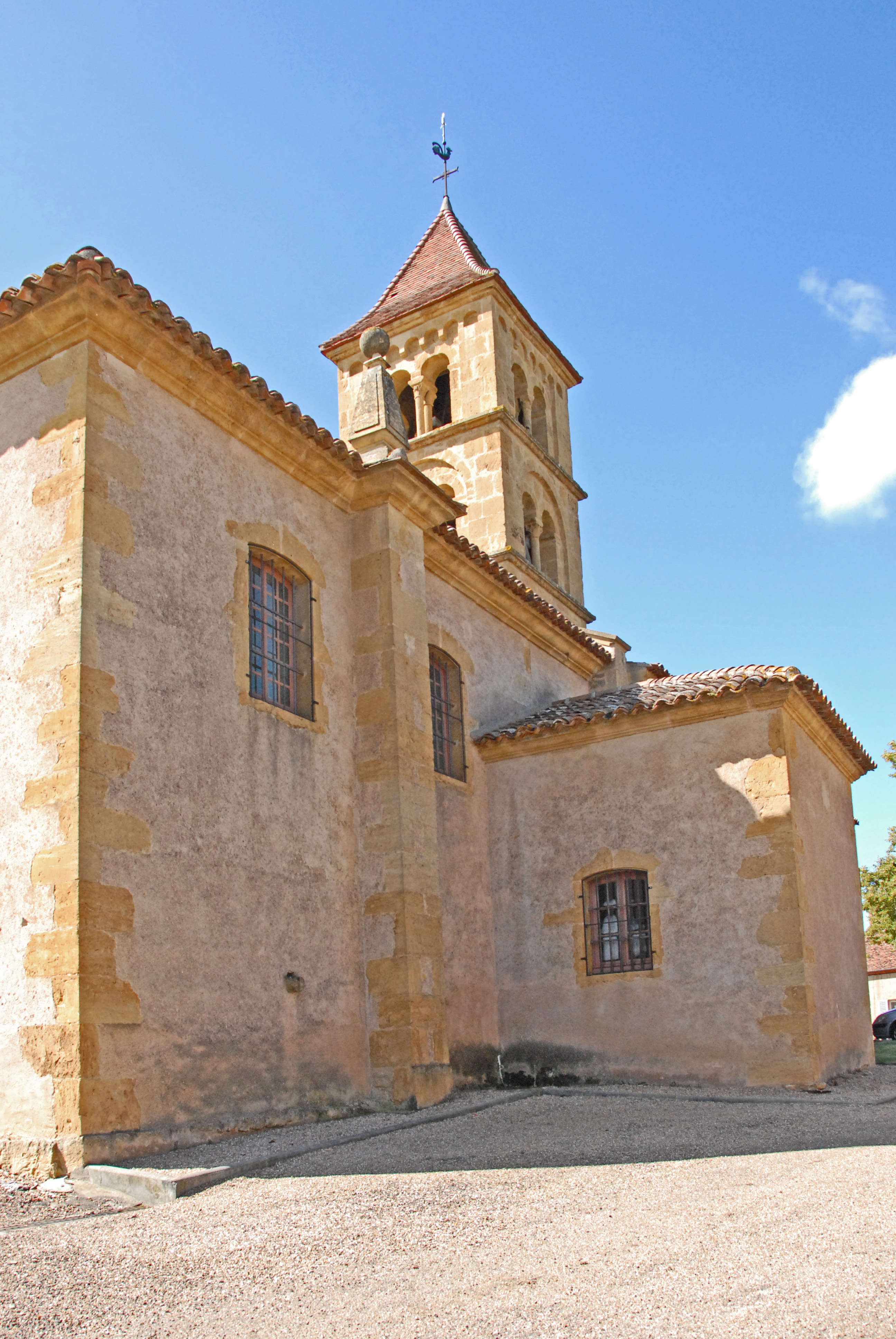
Sts-Pierre et Paul, Grabkapelle u. Sakristei

#### Chorapsis und Sakristei
Die innen fast noch vollständige Chorapsis ist im Zusammenhang mit dem östlichen Anbau der Grabkapelle und der Sakristei auf der Nordseite äußerlich nicht mehr zu erkennen. Die die Apsis auf der Süd- und Nordseite verdeckenden Wandabschnitte stehen oberflächenbündig in Verlängerung der Vorjochaußenwände. Dieser Gebäudeabschnitt wird von einem Satteldach überdeckt, das über den Anbau der Grabkapelle weitergeführt wird. Die Dacheindeckung entspricht derjenigen des Langhauses. Das Traufgesims entspricht dem der Grabkapelle.
Auf der Südseite ist eine kleine Schlupftür ausgespart, die eine Treppe zum Glockenturm erschließt. Diesen Treppenraum erhellen zwei kleine schlitzartige Fensterchen. Auf der Nordseite ist in Höhe der Chorapsis ein kleines Sakristeigebäude auf leicht rechteckigem Grundriss angebaut worden. Es wird von einem Satteldach überdeckt, dessen First ein gutes Stück unter der Traufe der Grabkapelle bleibt. Das Dach ist auf der Nordseite abgewalmt. Die Dacheindeckung entspricht der des Langhauses. Auf der Ost- und Westwand der Sakristei ist je ein kleines rechteckiges Fenster mit Stichbogen ausgespart.

#### Grabkapelle

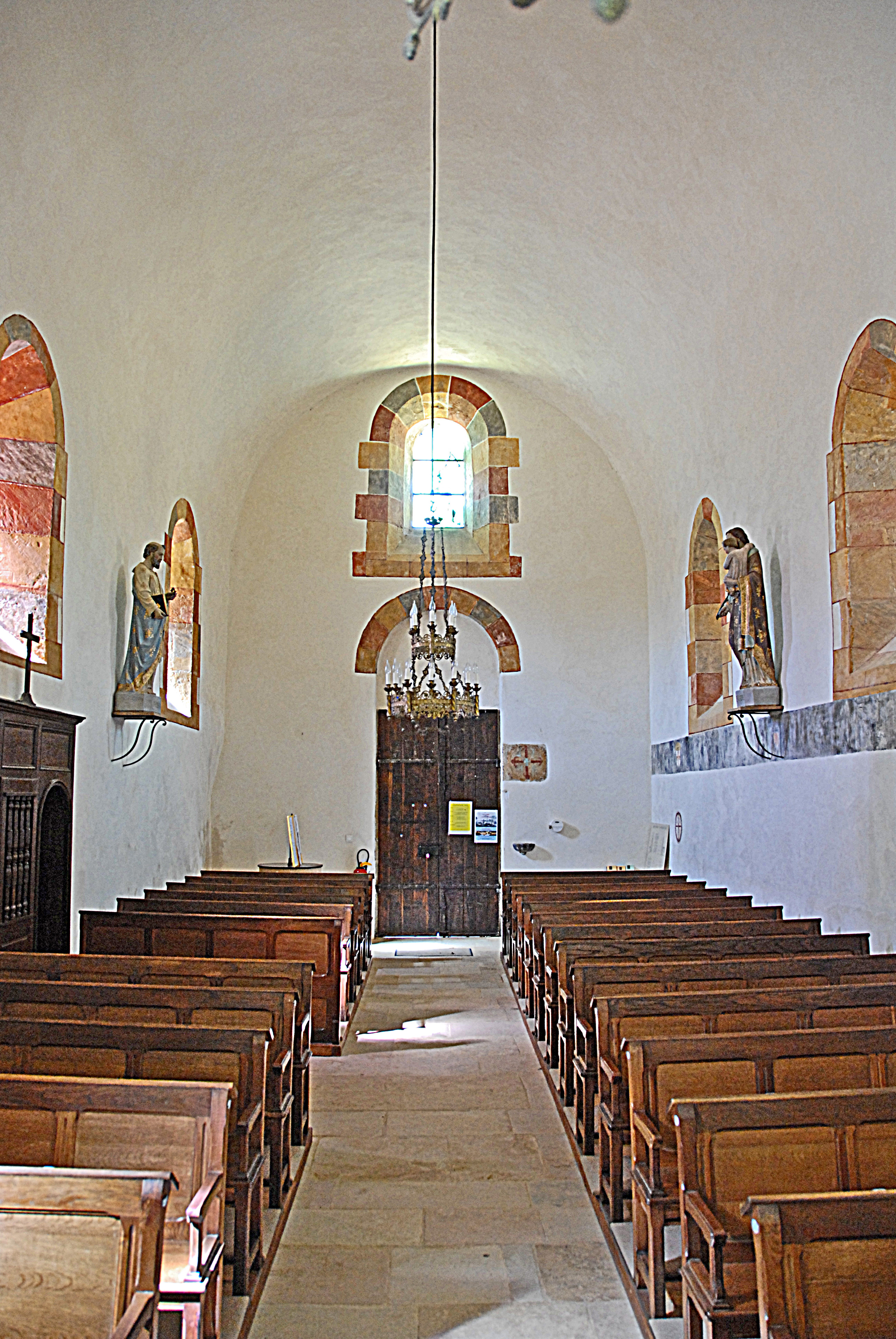
Aus Schiff nach hinten

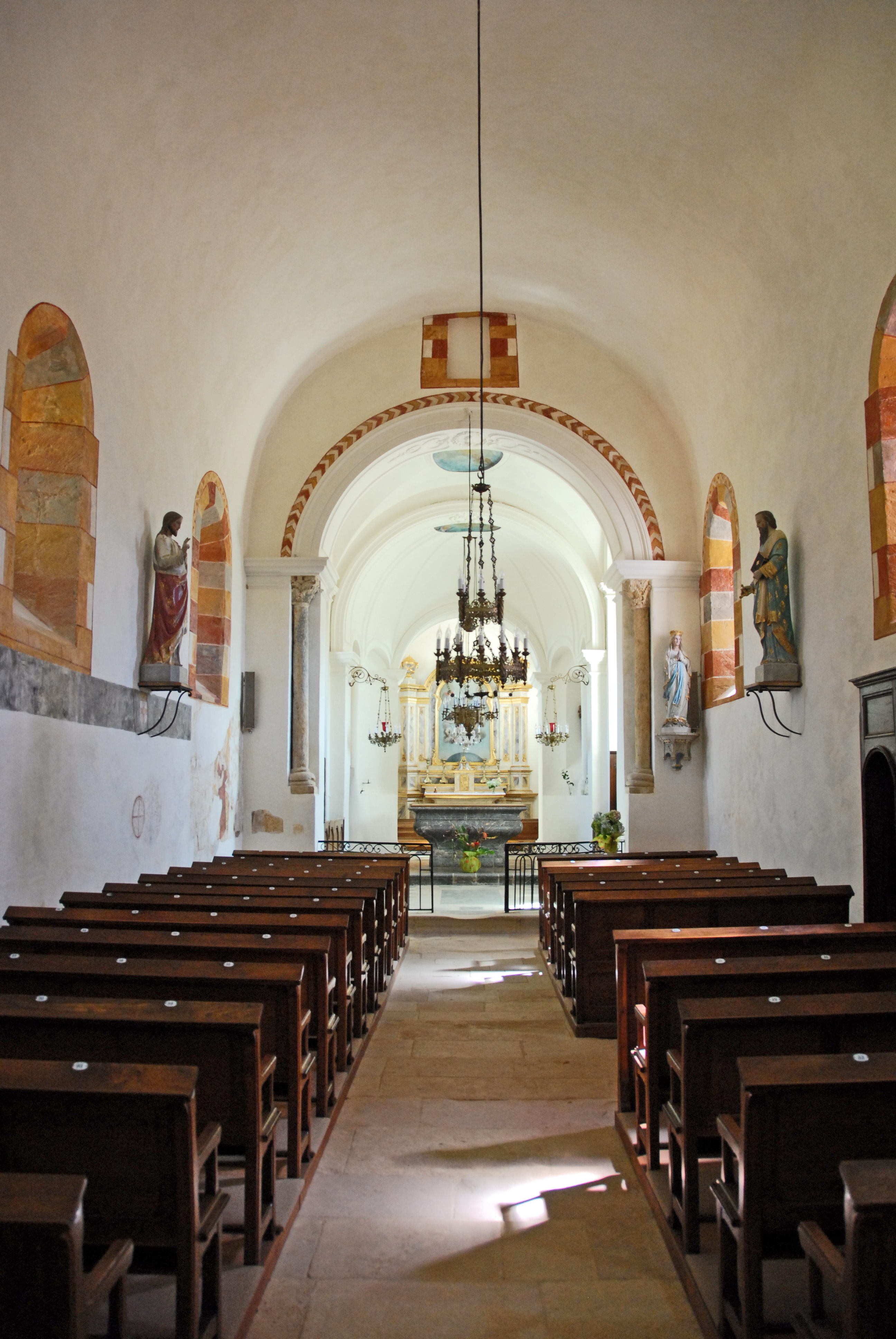
Aus Schiff zum Chor

Die im 18. Jahrhundert angebaute Grabkapelle der örtlichen Adelsherrschaft steht auf einem rechteckigen Grundriss, der um etwa 60 Zentimeter schmaler ist, als das Vorjoch. Sie wurde unmittelbar an die Chorapsis angebaut und mit einem Wanddurchbruch mit ihr verbunden. Das Satteldach entspricht in Neigung und Eindeckung dem des Langhauses. Das östliche Kopfende des Satteldachs ist abgewalmt. Das weit ausladende mehrfach profilierte Traufgesims ist nach oben abgeschrägt. Die unteren Dachziegelreihen kragen über das Gesims leicht aus. Auf der Süd- und Nordwand der Kapelle ist etwa in Wandmitte ein kräftiger rechteckiger Strebepfeiler bis unter das Traufgesims hochgemauert, um den das Traufgesims herumgeführt wird. Über den Pfeilern ragt aus den Dachflächen je ein kleiner steinerner Pylon auf, in barocker Gestaltung. Ein im Grundriss quadratischer Pfosten verjüngt sich steil aufwärts, wird mit einer Kugel bekrönt und ist im unteren Bereich rundum eingekerbt. Beidseitig der Strebepfeiler ist jeweils ein rechteckiges Fenster mit Stichbogen ausgespart. Auf der Südseite ist unter dem östlichen Fenster, das ebenfalls mit einem Stichbogen überdeckt ist, eine Tür eingelassen.

### Inneres
Die Bauteiloberflächen des Langhauses sind mit glattem Wandputz bedeckt und schneeweiß gefärbt. Das Vorjoch, die Chorapsis und die Grabkapelle sind ebenso weiß verputzt, allerdings mit Mustern, Profilen, Graten und anderen Stuckverzierungen dekoriert, die an die Barockzeit erinnern.

#### Langhaus

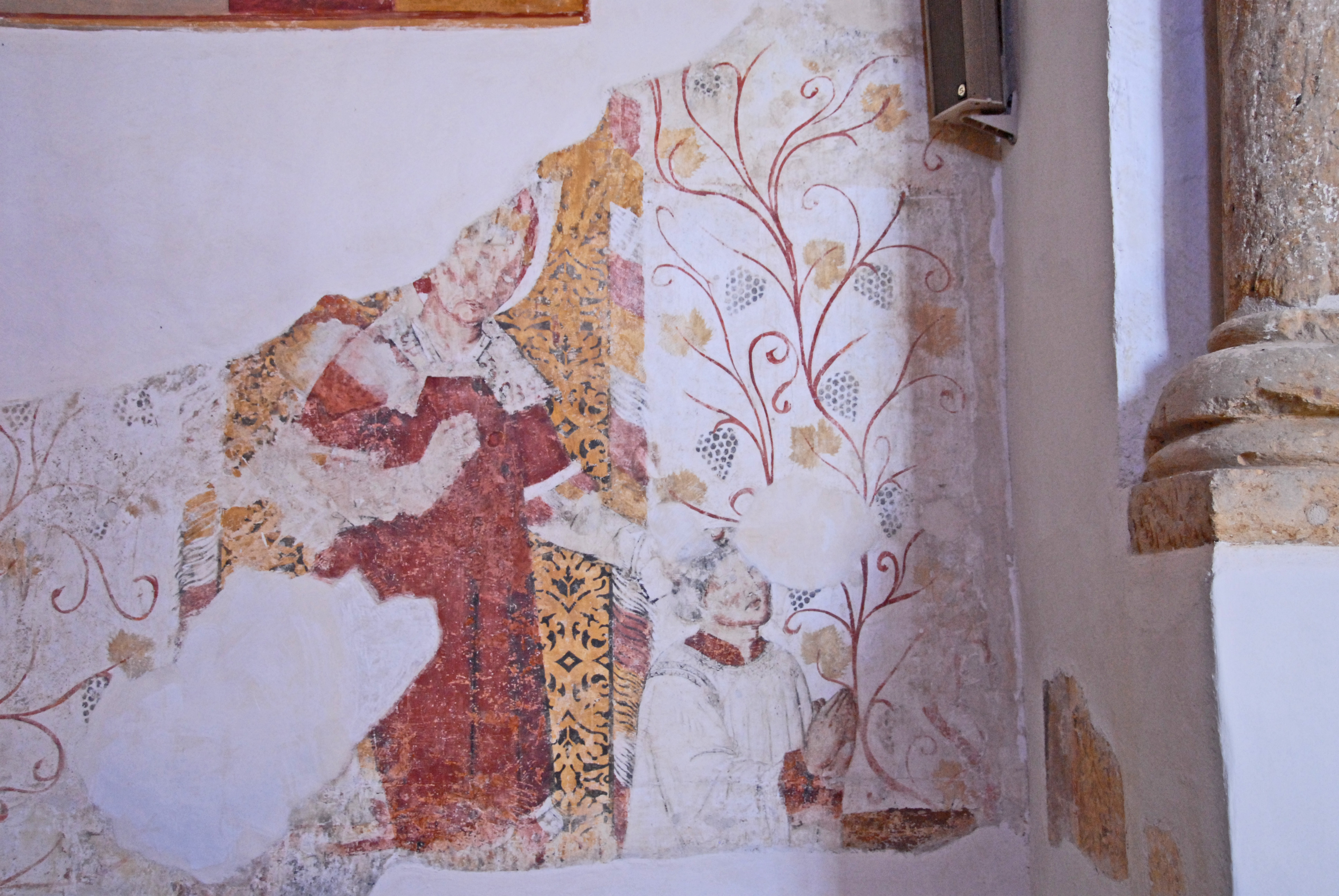
Fresko im Schiff

Das Langhausschiff steht auf dem Grundriss eines lang gestreckten Rechtecks und wird über seine gesamte Länge mit einem Tonnengewölbe überdeckt, das ohne Zäsur aus den Seitenwänden übergeht. In der Ostwand öffnet sich eine große Arkade, deren Rundbogen von seitlichen Wandvorlagen getragen werden, aus denen kräftige Kämpferprofile vortreten, die bis zu den Außenwänden geführt werden. Diese werden auf den schiffseitigen Kanten der Wandvorlagen von Säulchen mit skulptierten Kapitellen, profilierten Basen und Plinthen unterstützt, die in entsprechende Rückversätze der Vorlagen eingestellt sind. In den Seitenwänden des Schiffs sind im oberen Wandbereich je drei rundbogige Fenster ausgespart, deren Gewände und Brüstungen nach innen aufgeweitet sind. In der Westwand ist kurz unter dem Gewölbescheitel ein ähnliches Fenster eingelassen. Das rechteckige Hauptportal wird von einer gestelzten Rundbogennische überdeckt, die dem äußeren Tympanon entspricht. Die Fenstergewände sind mit gemalten Werksteinen dekoriert, die allseitig um die Öffnungskanten herumgeführt werden. Der Bogen über der Tür weist gemalte Keilsteine auf.

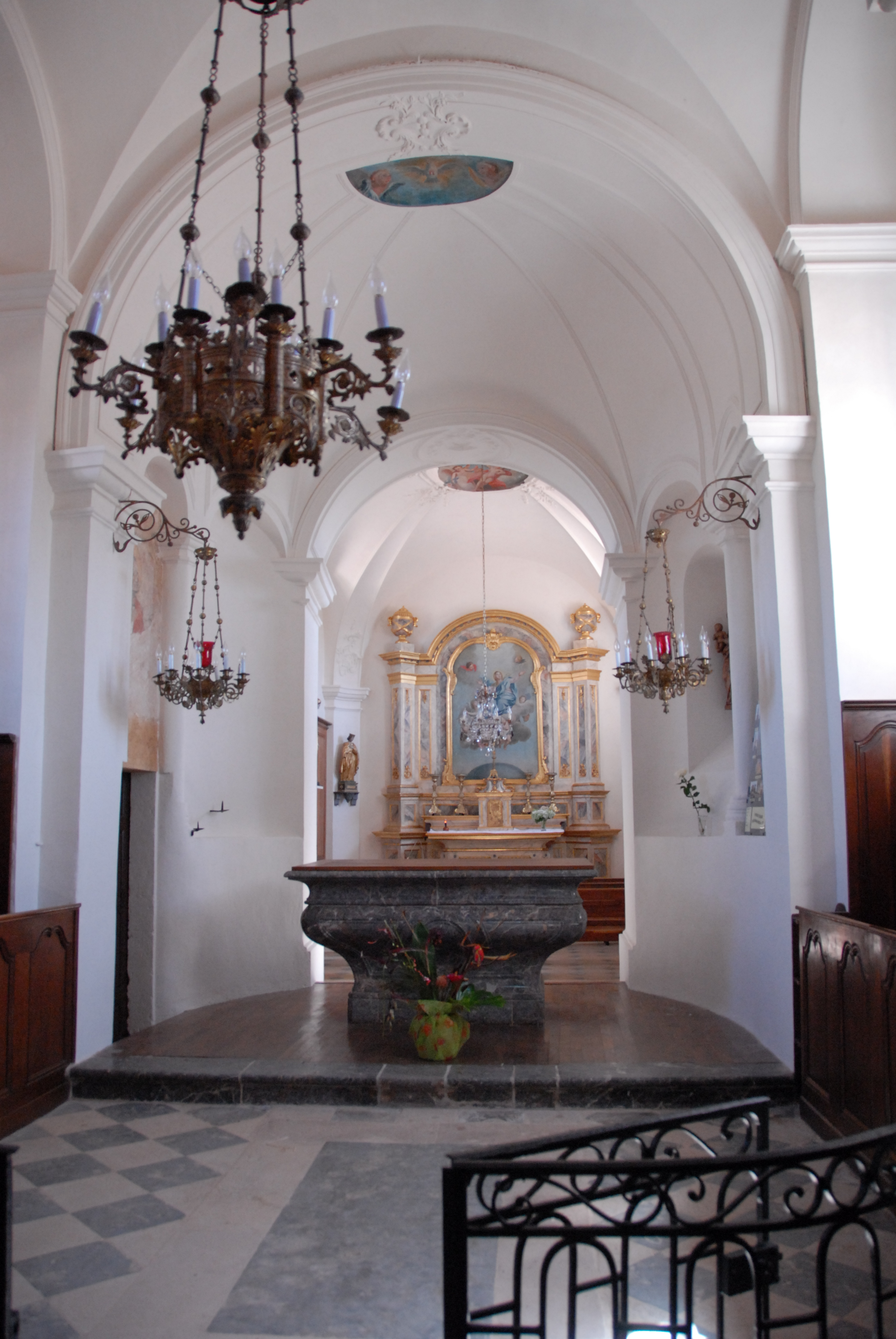
Aus Vorjoch zur Chorapsis

Auf der Nordwand ist in ganzer Länge unmittelbar unter den Kanten der Fensterbrüstungen eine schwarze Litre funéraire (Trauerband) aufgemalt, in der einige Wappen der ehemaligen Herrschaften der Ortschaft eingefügt sind.

#### Vorchorjoch und Chorapsis
Das Sanktuarium der romanischen Kirche besteht aus einem Chorjoch und der Chorapsis. Es wird durch ein hüfthohes schmiedeeisernes Gitter vom Schiff getrennt. Das Chorjoch steht auf einem quer gestreckten rechteckigen Grundriss und wird von einem Kreuzrippengewölbe überdeckt, in dessen Zentrum ein kreisrundes farbig gefasstes Medaillon eingefügt ist. Es deckt die ebenso kreisrunde Öffnung ab, die zum Vertikaltransport von Glocken, Werkzeugen und Baumaterial ausgespart ist. In beiden Seitenwänden ist in einer rundbogigen Blendarkade je ein verhältnismäßig großes rechteckiges Fenster mit einem flachen Stichbogen ausgespart. Die Fenster erhellen sowohl das Joch, wie auch die Apsis. Alle Bogenansätze sind mit Kämpferprofilen markiert. Der Fußboden des Chorjochs liegt eine Stufe über dem des Langhauses.
Aus dem Vorjoch öffnet sich eine große rundbogige Arkade, der Triumphbogen, in die ehemalige Chorapsis, die die Apsisrundung und die Gewölbekalotte abschließt. Die Apsisrundung ist nur noch unvollständig erhalten. Sie wurde im 18. Jahrhundert zu gut einem Drittel ihres Umrisses mit einer großen rundbogigen Arkade geöffnet, um den Kirchenraum mit dem damals neuen Kapellenraum zu verbinden. Auch ihre Bogenansätze werden von kräftigen Kämpferprofilen markiert. Auf den übrig gebliebenen seitlichen Teilen der Apsisrundung sind oberhalb eines etwa einen Meter hohen Sockels, dessen Tiefe sich von außen nach innen verjüngt, je zwei rundbogige Blendarkaden eingelassen. Die Bögen ruhen jeweils gemeinsam auf einem Säulchen, mit Kapitell, Kämpfer und Basis, das auf dem Sockel steht.
Die nach Südosten weisende Blendarkade enthält noch das ursprüngliche kleine rundbogige Fenster mit nach innen aufgeweitetem Gewände und steil abgeschrägter Brüstung. Durch das Fensterchen fällt allerdings kein Tageslicht, da es von dem später angebauten Treppenraum, der zum Glockenturm führt, verdeckt wird. In der diagonal gegenüber stehenden nördlichen Blendarkade wurde eine rechteckige Türöffnung zum Sakristeianbau gebrochen. In der nordöstlichen Blendarkade ist das ehemalige Fenster zugemauert worden.
Im Scheitel der Halbkuppelkalotte befindet sich ein halbkreisförmiges farbig gefasstes Medaillon. Zu ihm steigen zentrisch vom Kuppelrand verschiedene Profile auf, die zur barocken Ausgestaltung mit Stuckornamenten gehören. Der Fußboden der Chorapsis liegt um eine Stufe höher, als der des Chorjochs. Auf ihm steht ein massiver steinerner Altartisch, in allseitig üppig geschwungenen barocken Formen.

#### Grabkapelle

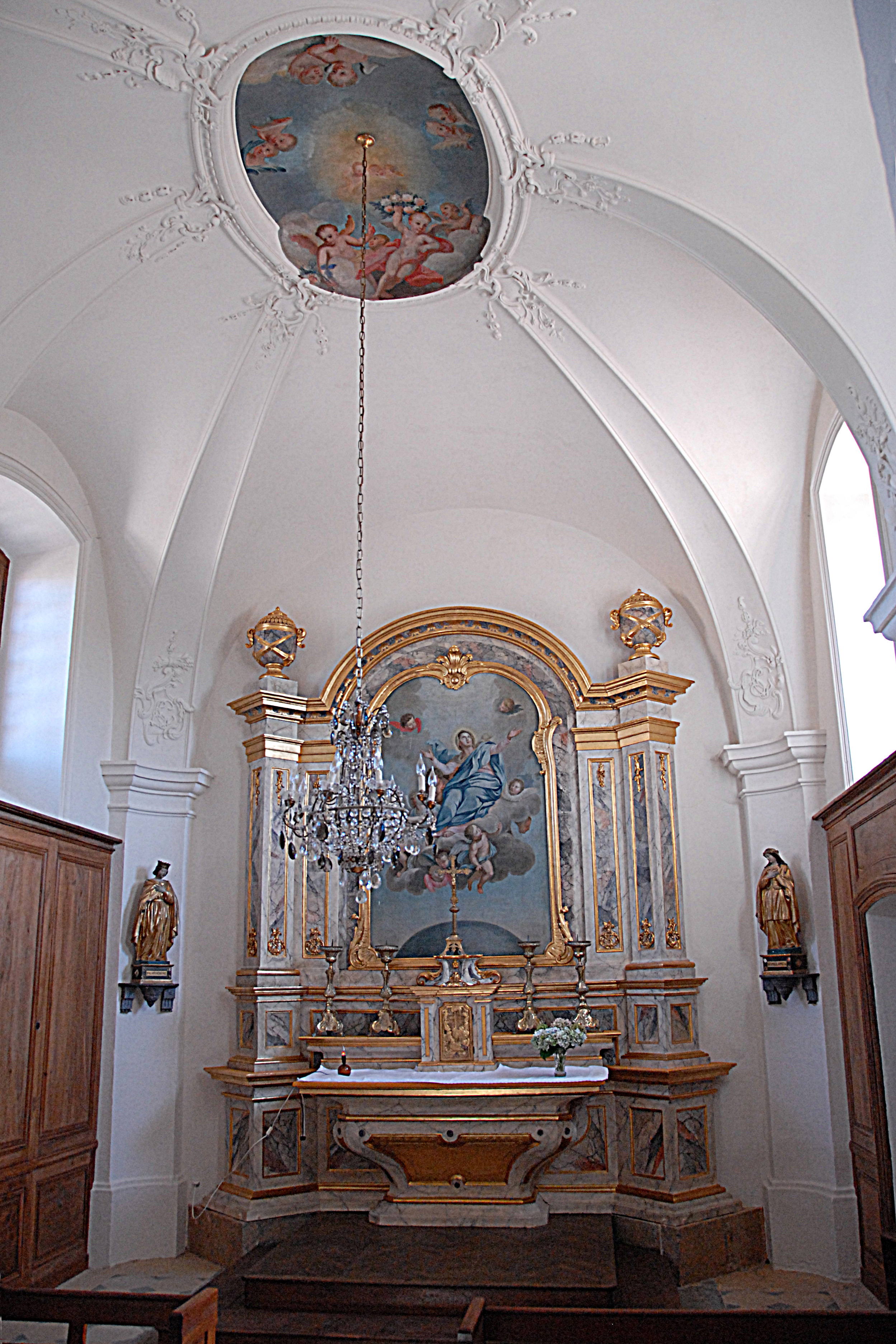
Grabkapelle

Die Grabkapelle steht auf dem Grundriss eines Rechtecks mit leicht ausgerundeten Ecken. Ihre barocke Ausgestaltung steht im Kontrast zu der des romanischen Langhauses. Sie wird überdeckt von einem sechsteiligen Rippengewölbe, in dessen Scheitel ein großes farbig gefasstes ovales Medaillon angebracht ist, das an den Schlussstein von Kreuzgewölben erinnert. Auf ihm ist ein offener Himmel mit zahlreichen geflügelten Putten dargestellt. Das Medaillon wird umschlossen von einem Profil aus Rundstäben und Kehlen, das mit allerlei pflanzlichem Rankenwerk dekoriert ist.
In den Raumecken und mittig auf den Längswänden sind Wandpfeiler vorgeblendet, deren raumseitige Oberflächen im Grundriss leicht ausgerundet sind. Sie werden etwa 2,50 Meter über dem Boden mit ebenso gerundeten Kämpferprofilen abgeschlossen. Von den sechs Pfeilern steigen jeweils zwei Grate bis zu dem zentralen Oval auf, in einem Abstand, der in Pfeilerbreite beginnt und nach oben auf die Hälfte konisch zuläuft. Zwischen den Gratpaaren ist die Stuckoberfläche leicht ausgerundet. Die Gewölbezwickel stoßen gegen die Außenwände mit halbrunden Schildbögen, deren Scheitel etwa auf Höhe des zentralen Gewölbescheitels liegt.
In den Längswänden ist kurz unter den beiden Schildbögen jeweils ein rechteckiges Fenster mit flachen Stichbögen ausgespart, dessen Gewände nach innen aufgeweitet ist. Unter dem östlichen Fenster der Südwand ist eine rechteckige Türöffnung mit flachem Stichbogen eingelassen.